# Kia Sportage
Kia Sportage (укр. Кіа Спортейдж) — компактний кросовер від компанії Kia Motors. Виготовляється з 1992 року. На даний момент випускається п'яте покоління Sportage.

## Перше покоління Тип JA (1994—2002)

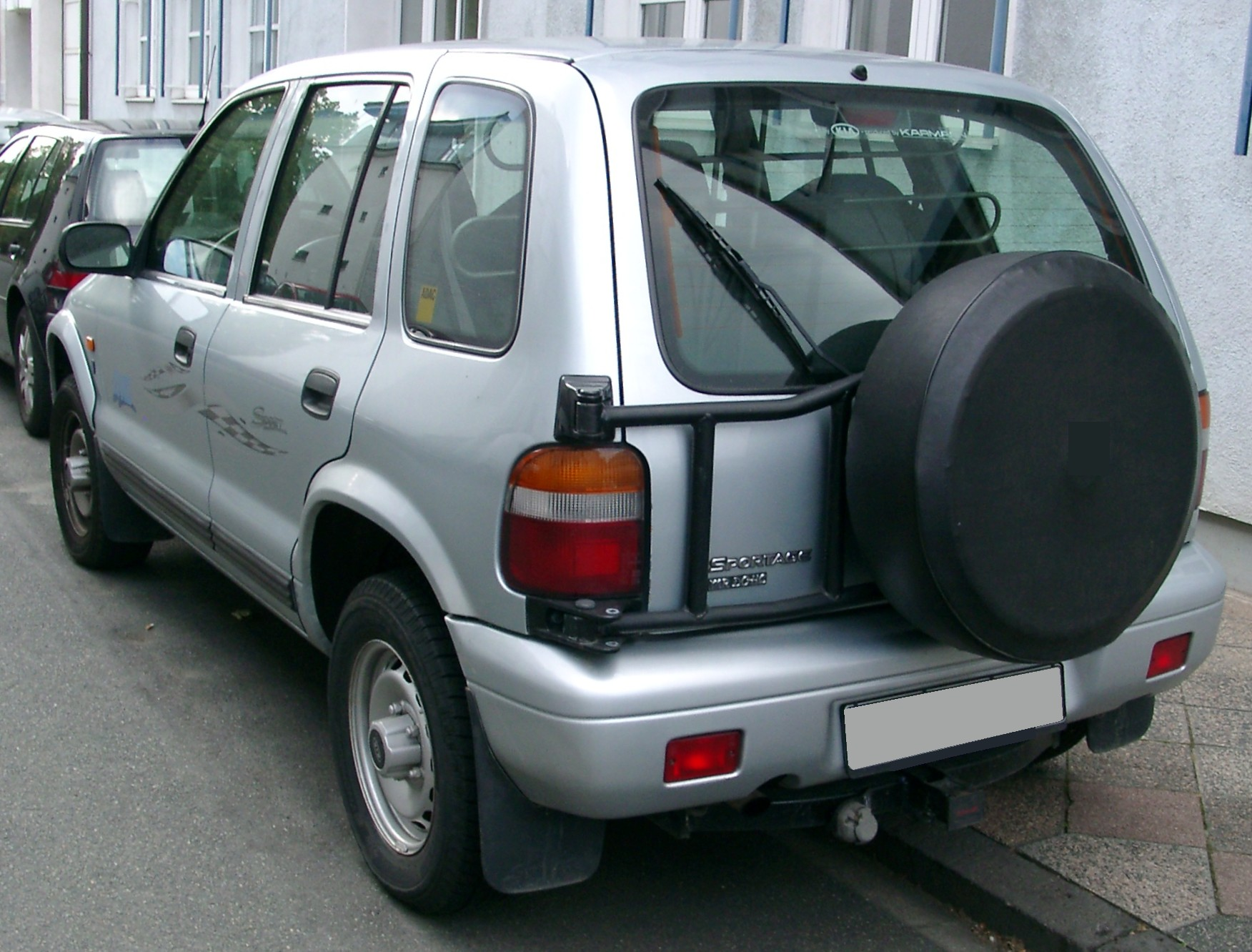
Kia Sportage 1

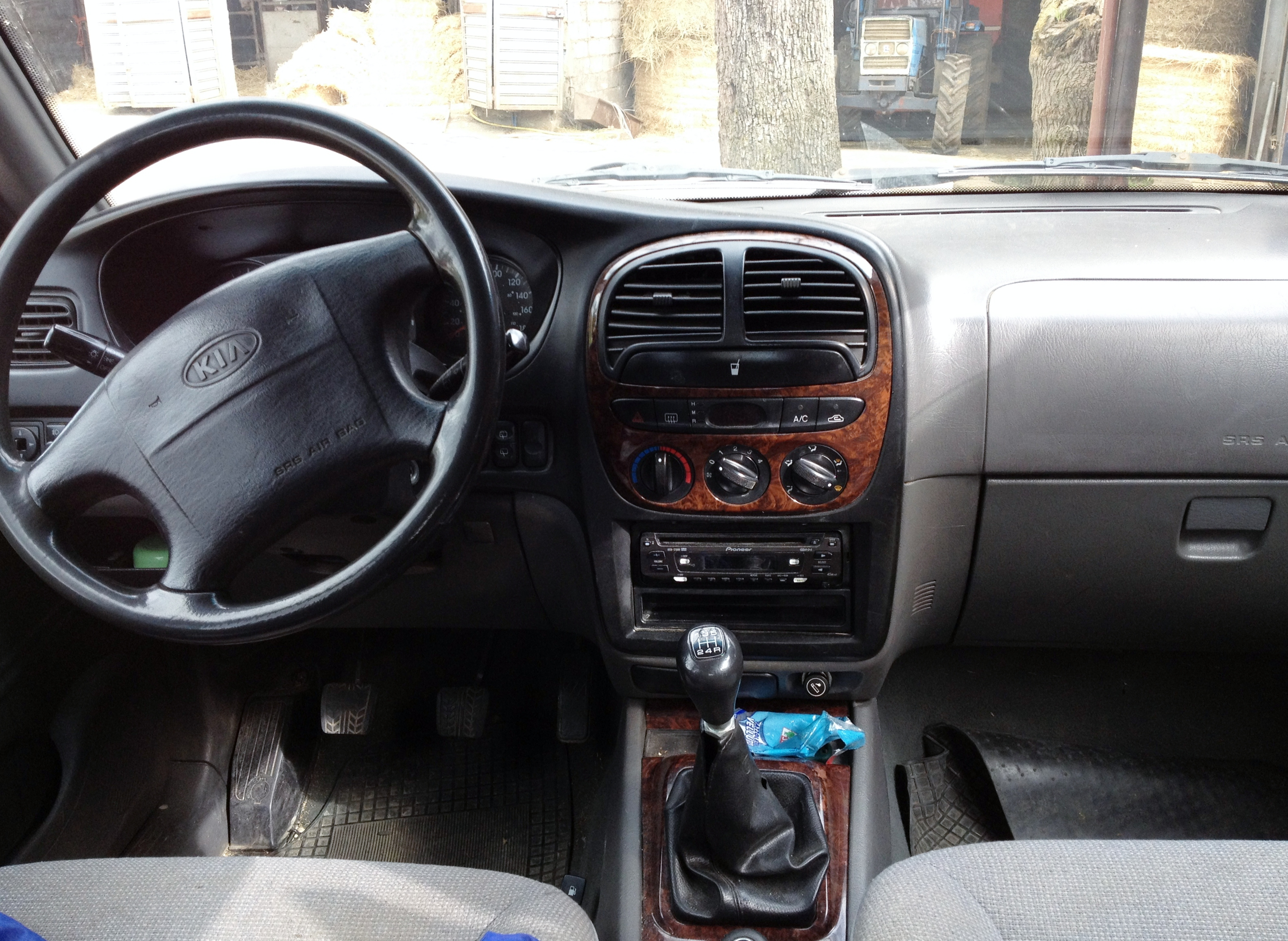
Салон Kia Sportage 1

На початку дев'яностих років минулого століття фірма Kia представила світу свій перший позашляховик. Про кросовери тоді ніхто не чув, так що показаний у вересні 1993 року Sportage першого покоління був спроектований за класичною схемою: рамна конструкція, жорстко підключається передня вісь, двоступінчаста роздавальна коробка з понижуючою передачею, залежна задня підвіска, з штанговим напрямним апаратом, амортизаторами і пружинами; не розрізний міст (опціонально може бути обладнаний диференціалом обмеженого прослизання (LSD)). На перших порах Sportage випускався з бензиновим дволітровим двигуном потужністю 95 або 128 к.с., а також з 83-сильним турбодизелем. Кузовів було два: з трьома і п'ятьма дверима. «Трехдверка» могла мати як жорсткий сталевий так і м'який верх, але друга модифікація користувалася обмеженим попитом і продавалася в основному на місцевому ринку. У Європі ж пропонувалася пятидверная версія, яка збиралася на потужностях фірми Karmann.
В 1998 році після перший Sportage оновили, підретушувавши йому зовнішність і інтер'єр, а також поповнивши його моторну гаму турбодизелем об'ємом 2,2 л. На основі «п'ятидверки» стали виробляти подовжену модифікацію зі збільшеним на 845 мм заднім звісом. Такий Sportage одержав звання Grand. У 1999 році виробництво позашляховика розгорнули в Калінінграді, де він продовжував випускатися аж до 2007-го.

### Двигуни
Бензинові
- 2.0 л FE 95 к.с./ 155 Нм
- 2.0 л FE 118 к.с./ 166 Нм
- 2.0 л FE DOHC 128 к.с./ 175

```
Нм
```

Дизельні
- 2.2 D 70 к.с./ 142 Нм
- 2.0 TD RF 83 к.с./ 195 Нм

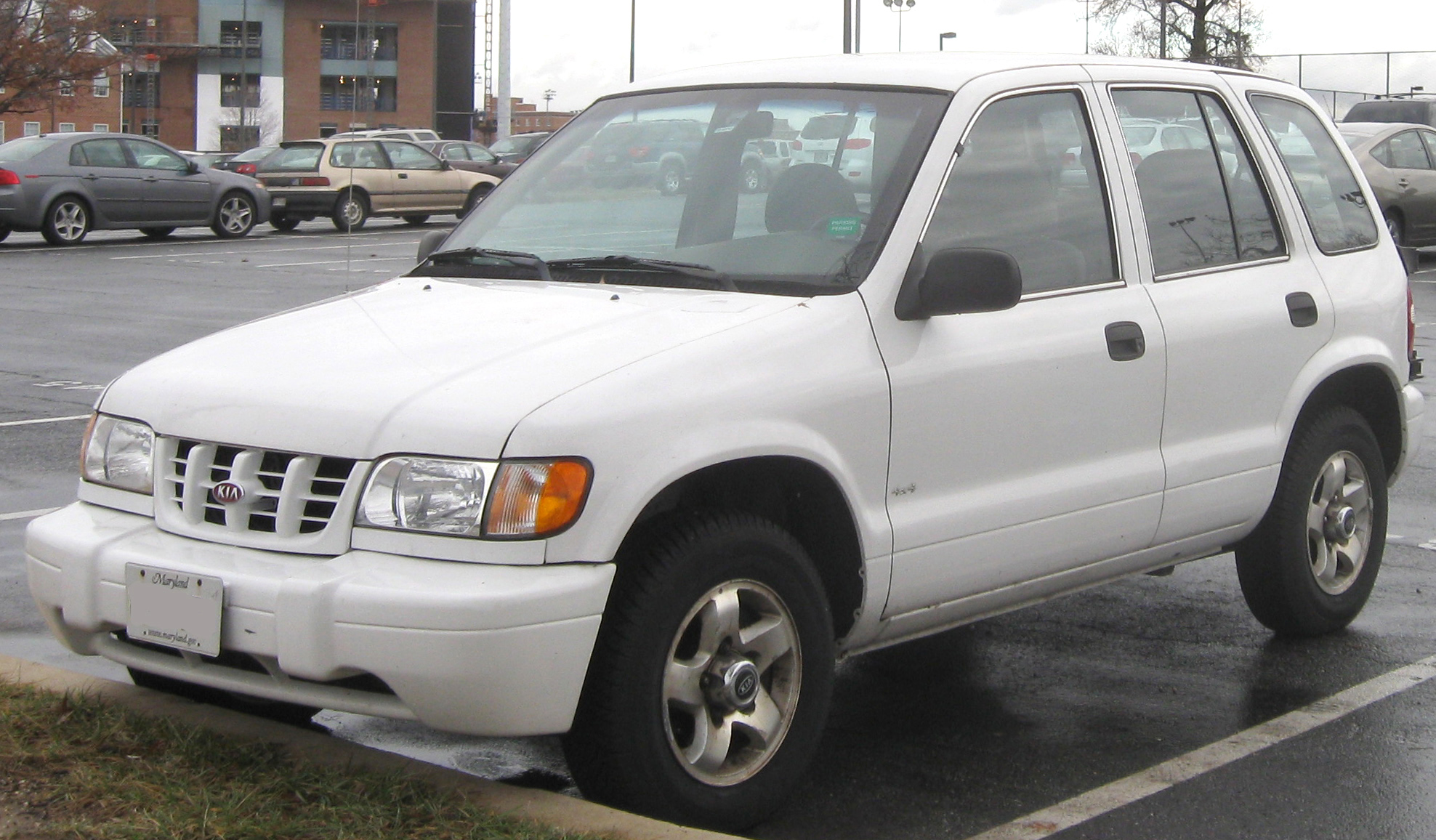
1998-2002
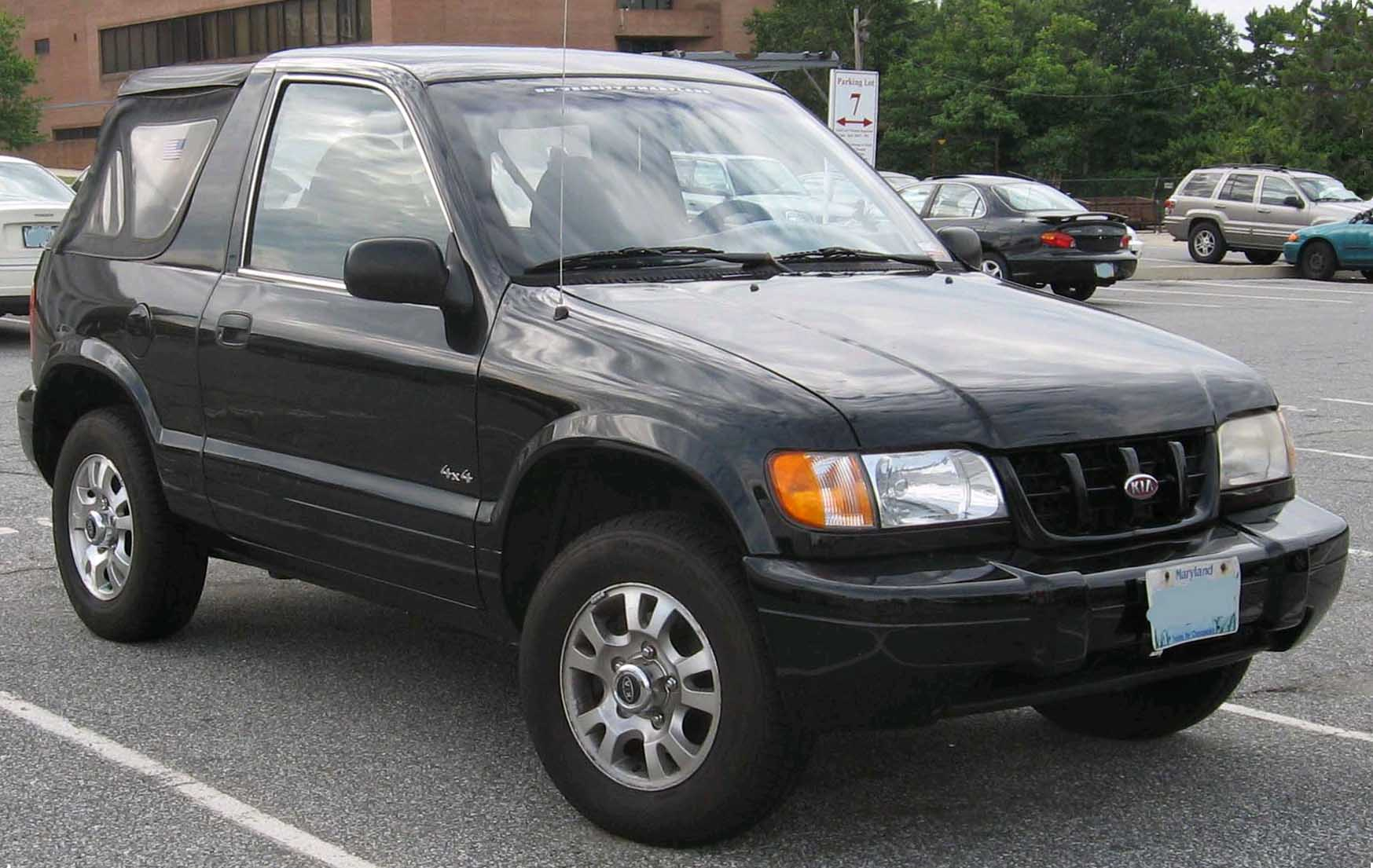
1999-2001
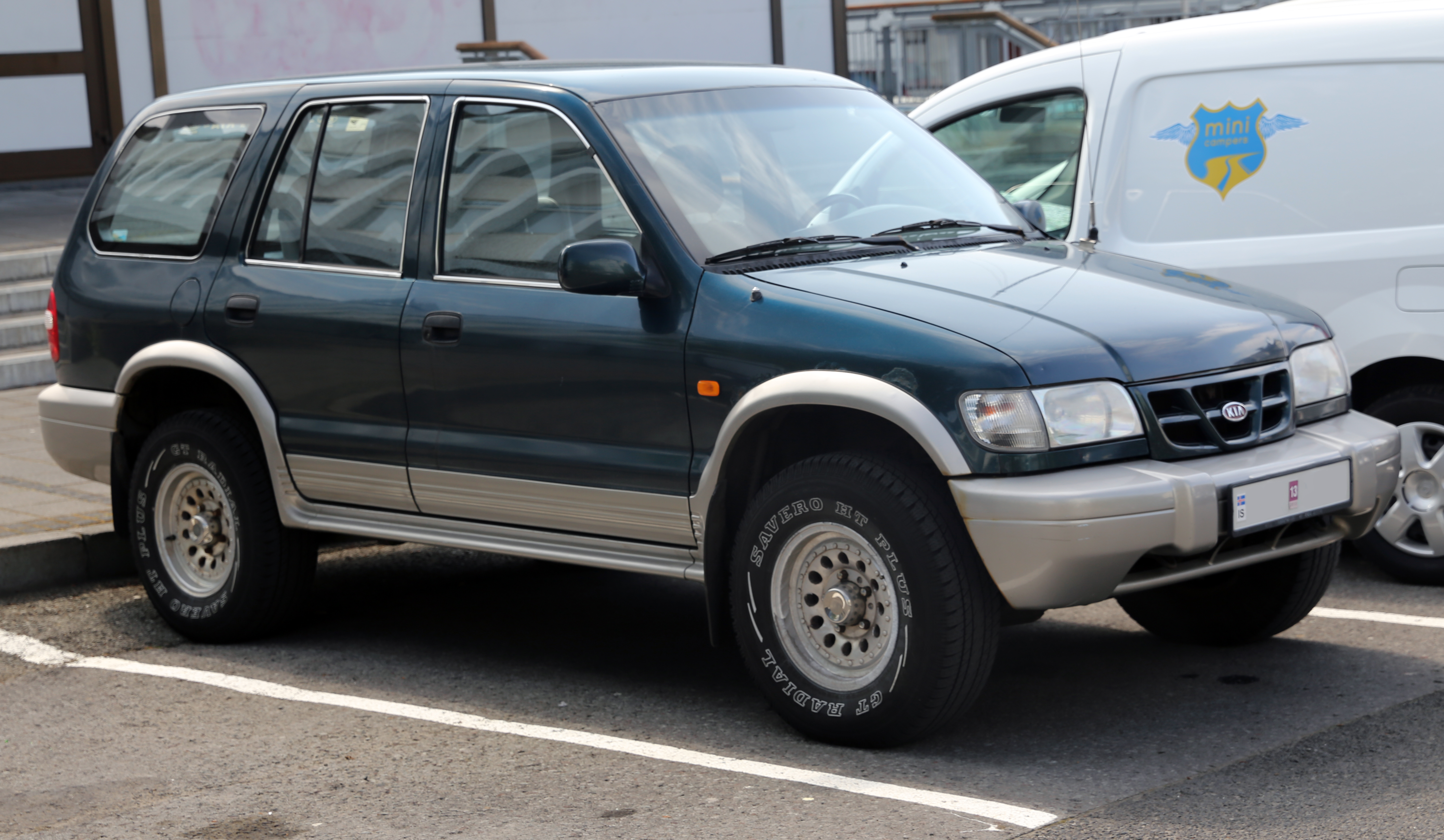
Kia Grand Sportage

## Друге покоління Тип JE (2004—2010)

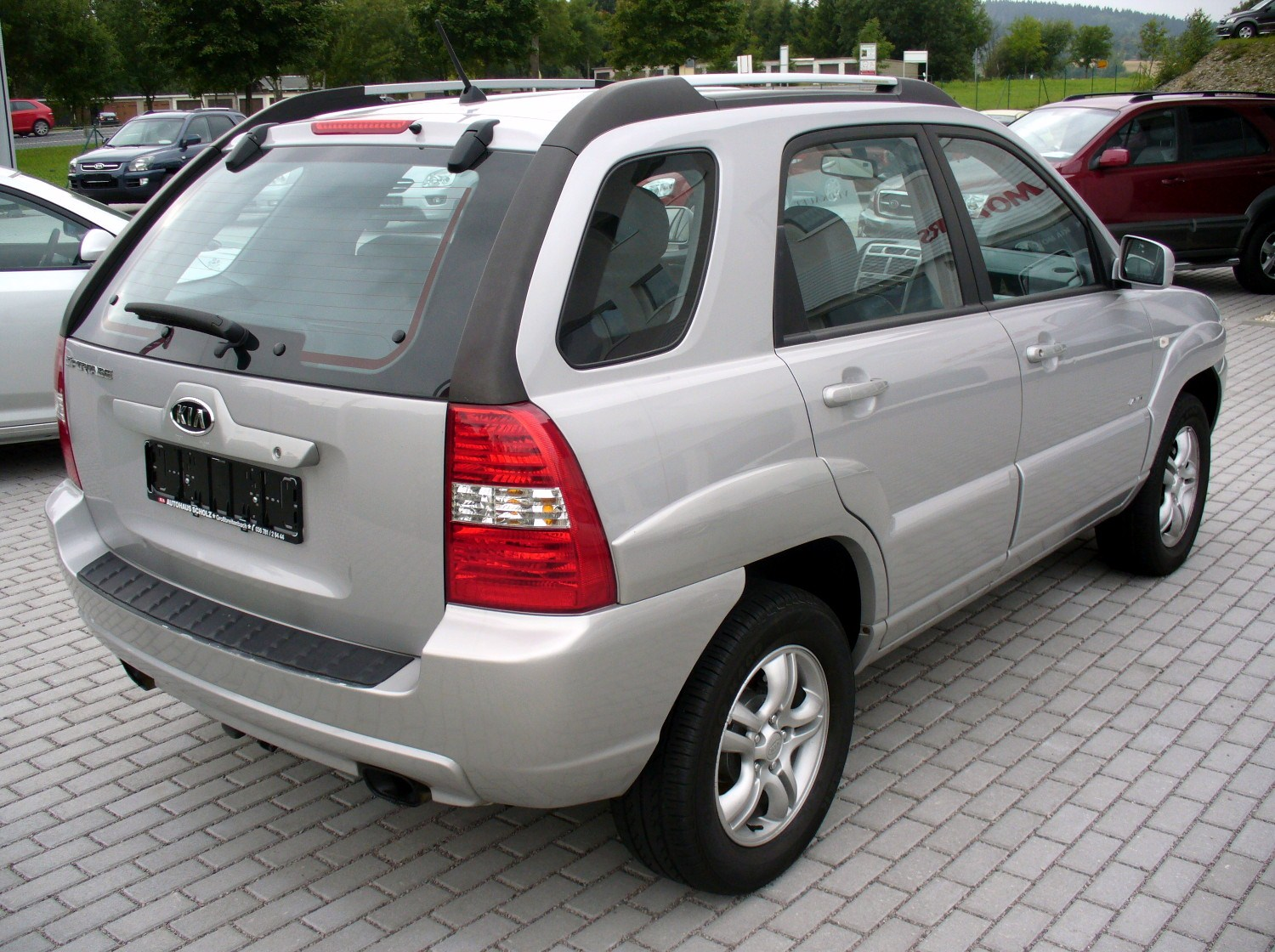
Kia Sportage 2 (2004—2007)

У вересні 2004 року на Паризькому автосалоні відбулася прем'єра другого покоління паркетного позашляховика Kia Sportage. Ні про які спадкоємність поколінь міркувати не доводиться. Автомобіль 2004 модельного року зазнав кардинальних змін і мало чим нагадує свого попередника. Новий Sportage є братом-близнюком Hyundai Tucson.
Повністю оновили освітлювальну оптику. Передні блок-фари мають сучасний відбивач-розсіювач, а скло поступилося місцем міцному і практичному полікарбонату. Раму змінив посилений тримальний кузов. Кліренс пристойний — 210 мм, просвіт між днищем і ґрунтом став значно більшим, а саме днище повністю плоске, з якого вниз не виступає нічого, крім редуктора заднього моста і нижніх важелів передньої підвіски.
Багажник невеликий — 373 літри, але, склавши спинки задніх сидінь по частинах 60:40 або повністю згорнувши їх до передніх сидінь, можна збільшити об'єм багажного відділення рази в два.
В основі автомобіля лежить повнопривідна платформа з системою Torque on demand (момент на вимогу). При русі по хорошому покриттю Sportage фактично є передньопривідним, а при прослизанні передніх коліс електроннокерована муфта передає частину обертального моменту (до 50 %) на задні колеса.
Передня підвіска типу McPherson, задня — на подвійних важелях.
Гамма силових агрегатів представлена бензиновими двигунами 2,0 / 142 к.с. і V6 2,7 / 175 к.с., а також 2,0 дизелем потужністю 112 к.с. Всі двигуни агрегатуються з п'ятиступінчастою механічною коробкою, а для «шістки» як опція передбачений чотириступінчастий «автомат» H-matic.
Версії з 4-циліндровими двигунами мають у базовій комплектації привід на передні колеса, а версія з двигуном V6 — повний привід.
У стандартну комплектацію входить гідропідсилювач керма, електросклопідйомники, імобілайзер транспондерной типу, центральний замок і радіопідготовка з шістьма динаміками і керованої від магнітоли антеною, а також кондиціонер і вентиляційна система з мікрофільтром. Кермо забезпечений вертикальним регулюванням.
У списку опцій значаться: ABS, противобуксовочная система, ESP, рейлінги, аудіосистема, бічні подушки безпеки і надувні завіски.
Комплектація топ-версії відрізняється від інших наявністю люка, круїз-контролю і протівобуксовочной системи.

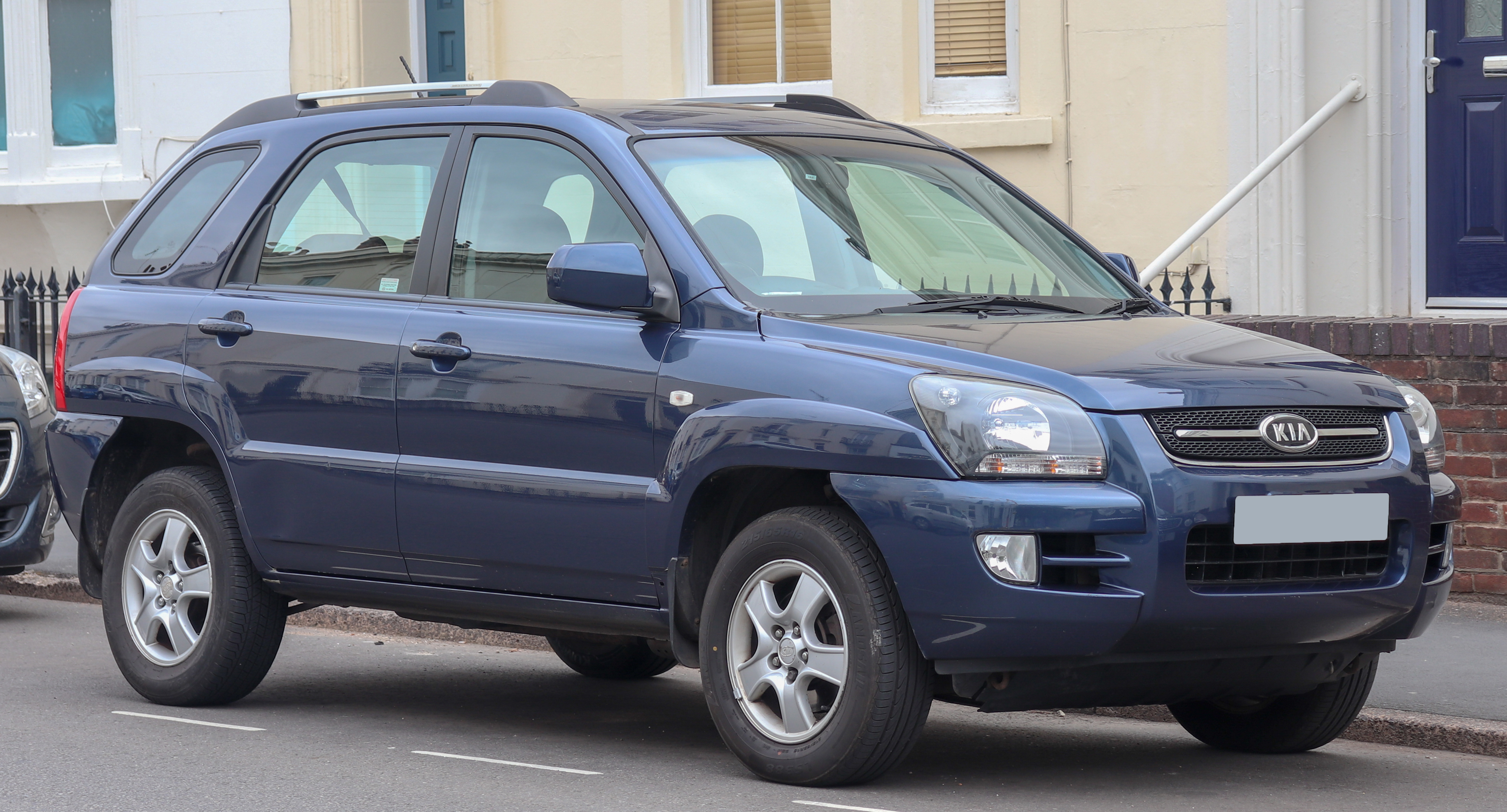
2008-2009
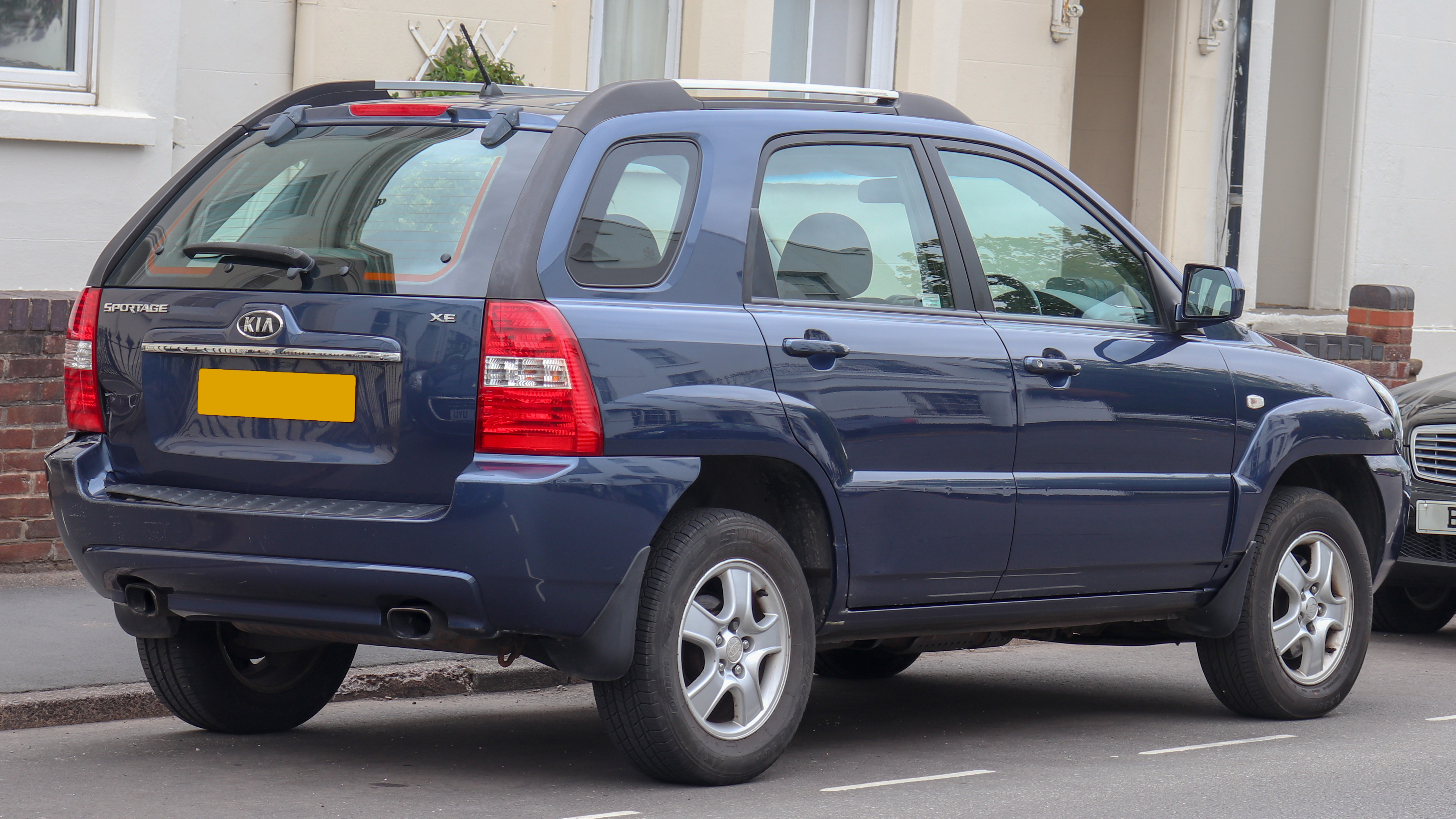
2008-2009
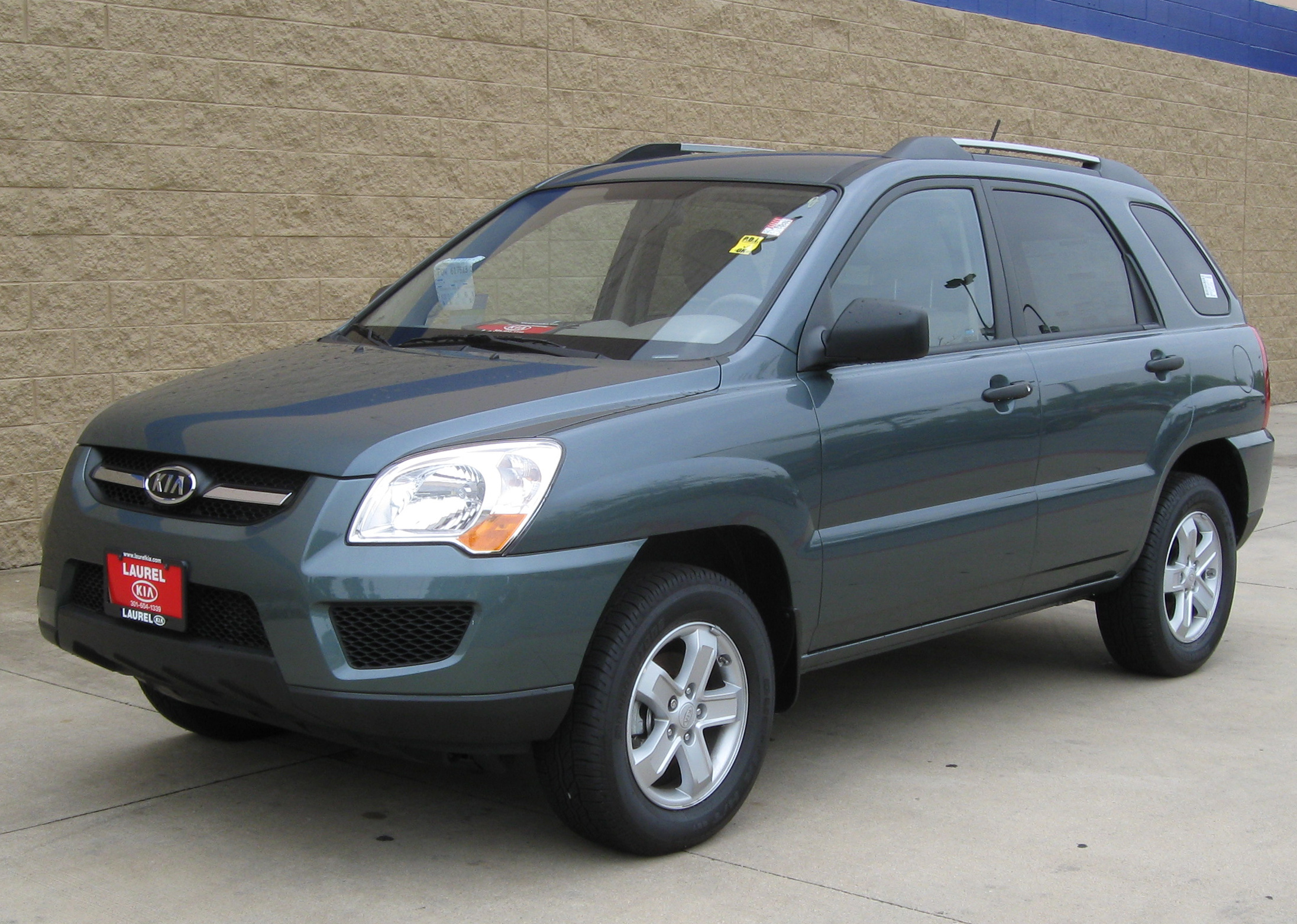
2009-2010
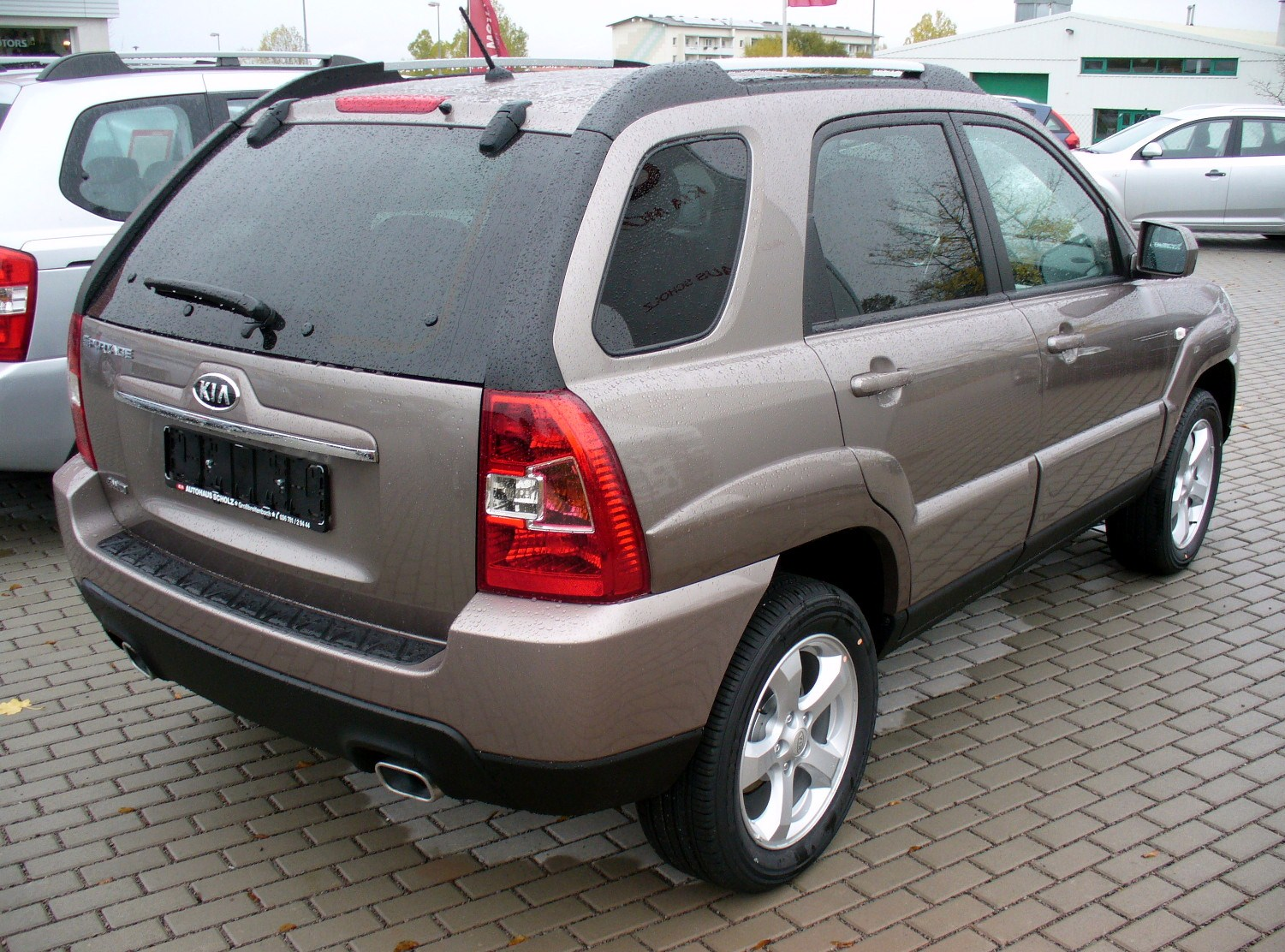
2009-2010

### Двигуни
| Модель            | Тип            | Об'єм    | Потужність                       | Крутний момент (для АКПП) | Витрати пального/100 км (для АКПП) | Роки випуску |
| ----------------- | -------------- | -------- | -------------------------------- | ------------------------- | ---------------------------------- | ------------ |
| Бензинові двигуни |                |          |                                  |                           |                                    |              |
| 2.0 CVVT          | R4, 16V        | 1975 см³ | 104 кВт (141 к.с.) при 6000 хв−1 | 184 Нм при 4500 хв−1      | 8,0–8,2 л А-92                     | з 2004       |
| 2.7 V6            | V6, 24V        | 2656 см³ | 129 кВт (175 к.с.) при 6000 хв−1 | 241 Нм при 4000 хв−1      | 10,0 л А-92                        | з 2004       |
| Дизельні двигуни  |                |          |                                  |                           |                                    |              |
| 2.0 CRDi          | R4, 16V, Turbo | 1991 см³ | 83 кВт (113 к.с.) при 4000 хв−1  | 245 Нм при 1800—2500 хв−1 | 7,0–7,1 (8,0) l Diesel             | 2004–2005    |
| 2.0 CRDi PDF      | R4, 16V, Turbo | 1991 см³ | 103 кВт (140 к.с.) при 4000 хв−1 | 305 Нм при 1800—2500 хв−1 | 7,0–7,1 (8,0) l Diesel             | 2005–2008    |
| 2.0 CRDi PDF      | R4, 16V, Turbo | 1991 см³ | 110 кВт (150 к.с.) при 3800 хв−1 | 305 Нм при 1800—2500 хв−1 | 7,0–7,1 (8,0) l Diesel             | з 2008       |

### Продажі в США
| Рік  | Всього авто |
| ---- | ----------- |
| 2005 | 29,009      |
| 2006 | 37,071      |
| 2007 | 49,393      |
| 2008 | 32,754      |
| 2009 | 42,509      |

## Третє покоління Тип SL (2010—2015)

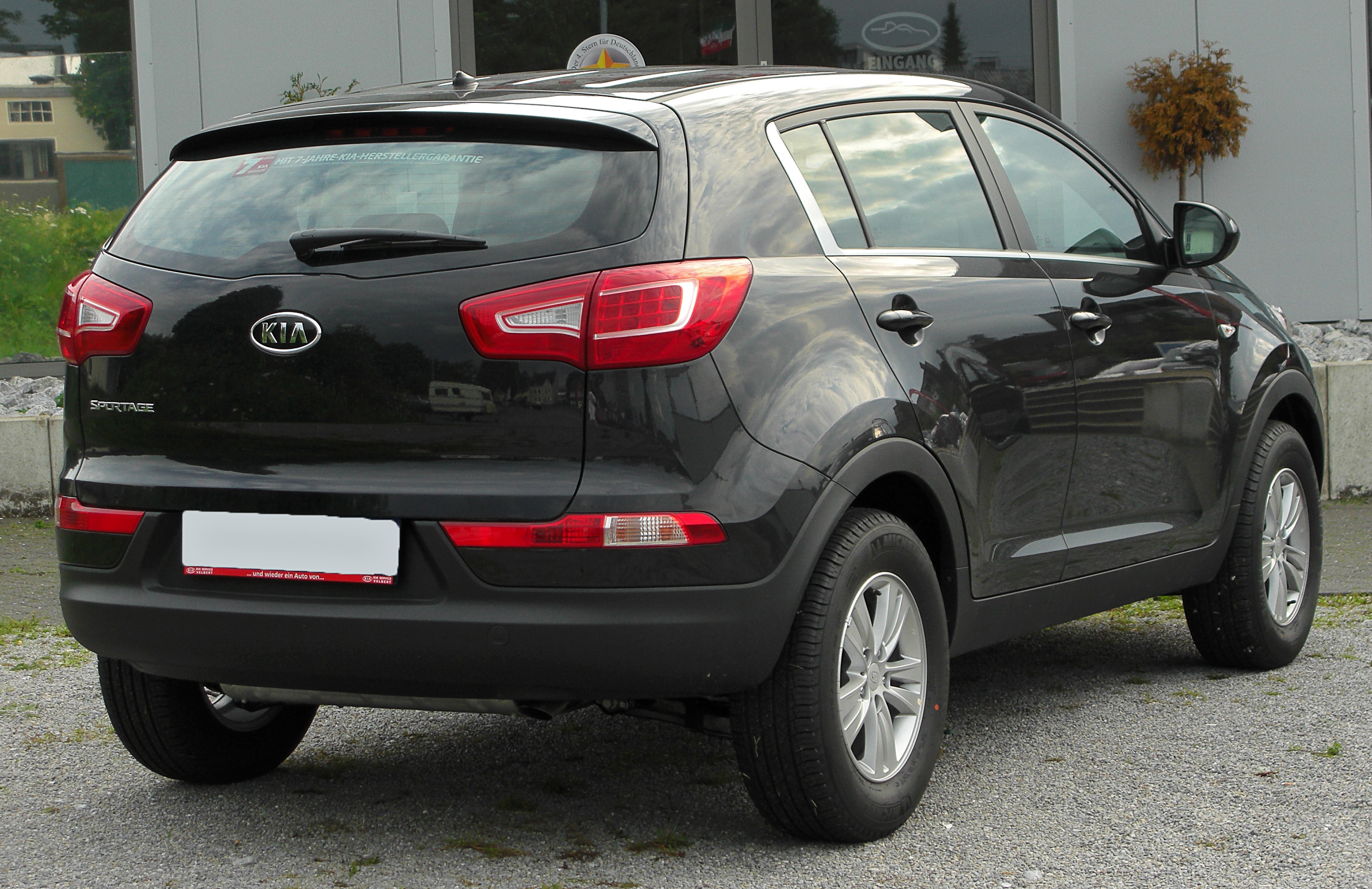
Kia Sportage 3 (2010—2013)

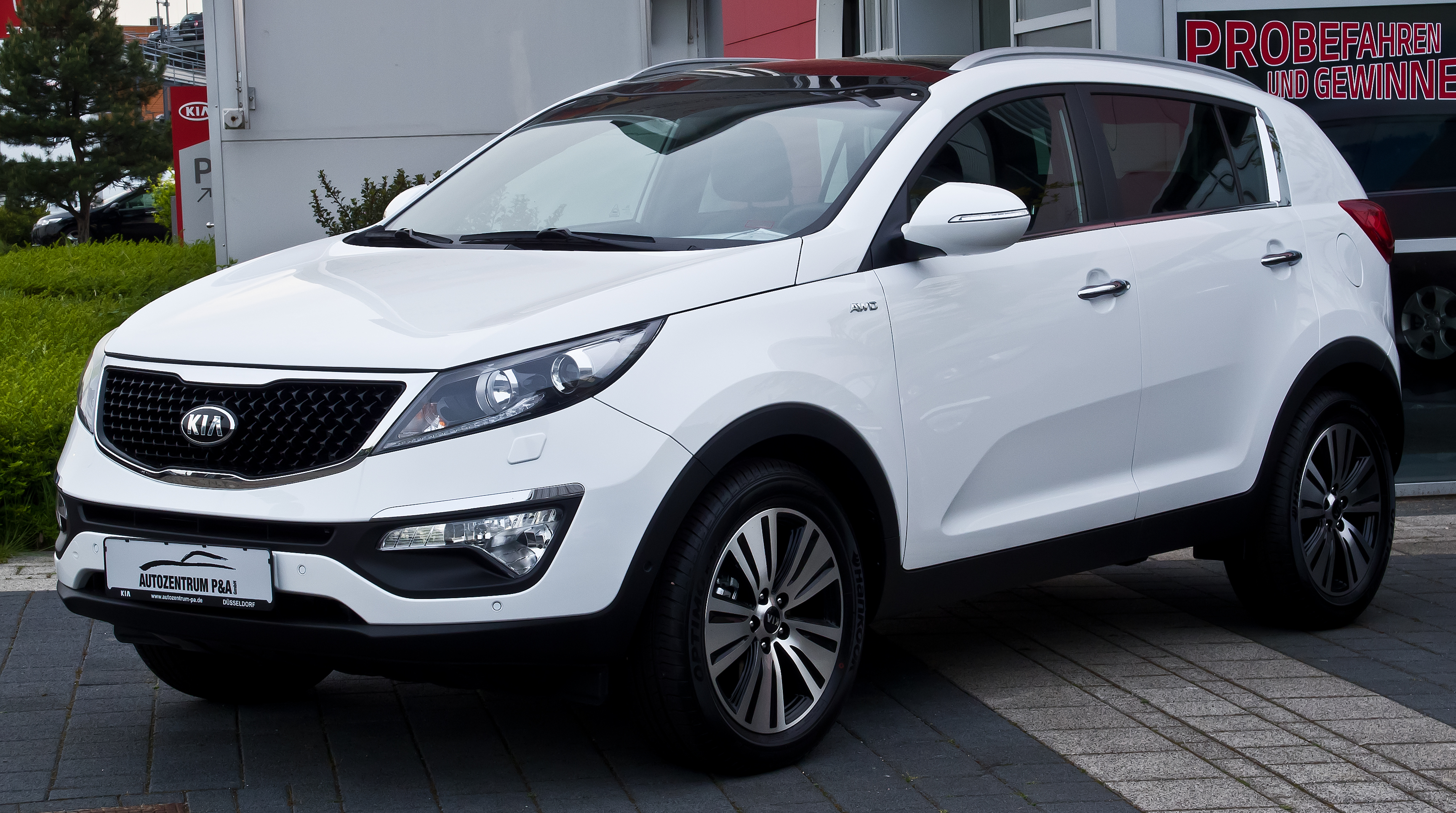
Kia Sportage 3 (2013—2015)

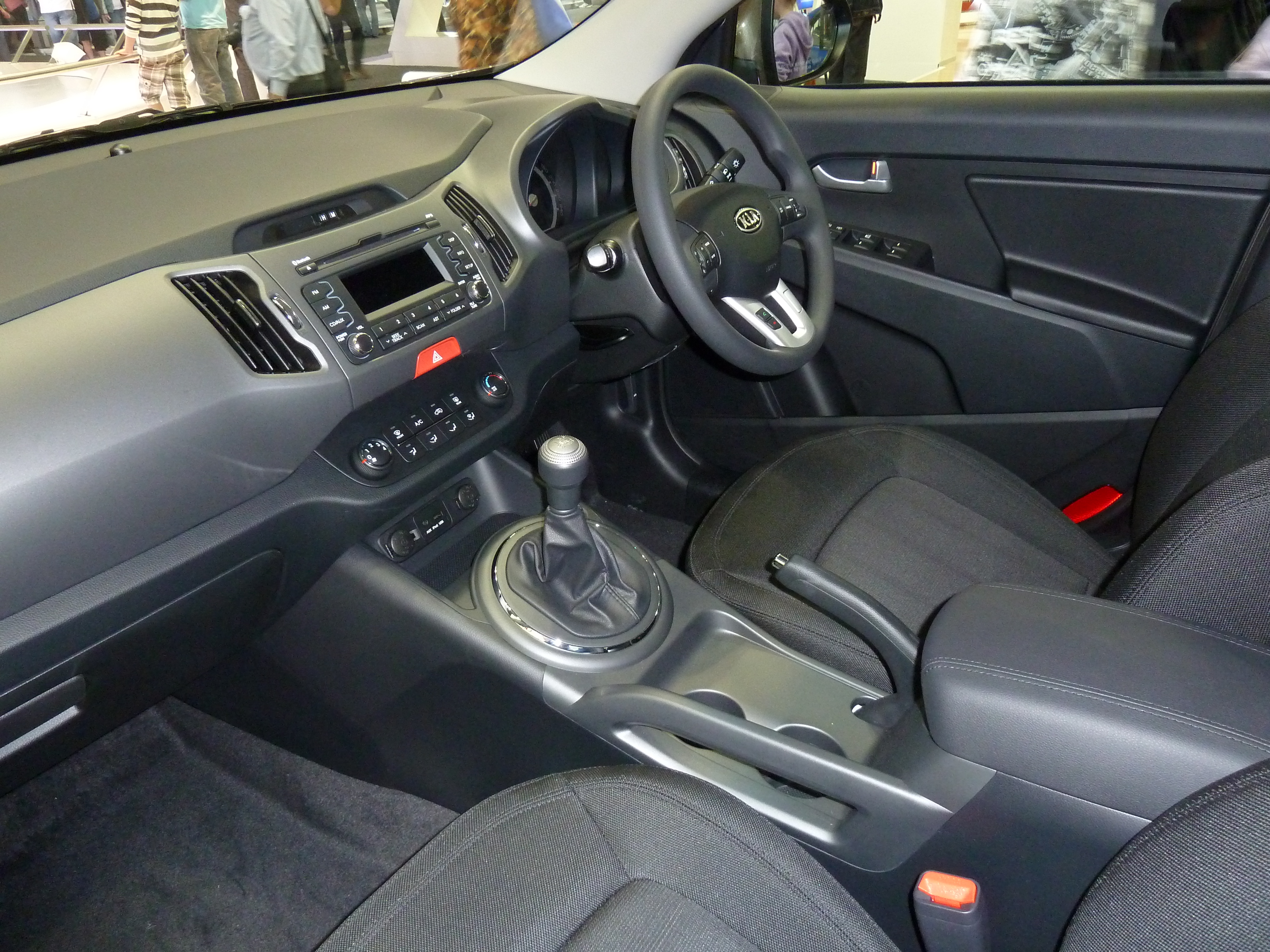
Салон Kia Sportage 3

Третє покоління Sportage представлене на Женевському автосалоні 2010 року і побудоване на основі Hyundai ix35. Підвіска спереду залишилася схожою на попередню (стійки McPherson, які придбали більший нахил), а ось ззаду з'явилася многоричажка з рознесеними пружинами і амортизаторами. Автомобіль отримав більш жорсткий кузов. Машина зберегла муфту в приводі задньої осі. Складання автомобіля було налагоджене в Кореї, Словаччини і в Росії.
Sportage 3 доступний в трьох комплектаціях: S, SE, SX. До базової комплектації S входять: повнорозмірні шина і запаска, переднатягнення і обмеження передніх ременів, 2 подушки безпеки, гідропідсилювач керма, 4 електросклопідйомники, кондиціонер, центральний замок з пультом дистанційного керування, іммобілайзер, ABS, ESC, ESP, тахометр, протитуманні фари, електропрогрів і привід дзеркал, підігрів зони двірників, самих двірників заднього і переднього скла, бензиновий двигун об'ємом 2,0 потужністю 150 к.с., шини з діаметром R16 і аудіосистемою 6 динаміків, CD, AUX і USB. SE додає в себе Bluetooth, 6 подушок безпеки, сенсорний екран, дизель і бензин 2.0, навігатор і розкладний ключ. Топова комплектація SX доповнюється двома 2.0 двигунами — дизельним і бензиновим, системою Start/Stop і колесами R17.
У 2013 році модель пережила рестайлінг, в ході якого зовнішність була скоригована зовсім незначно (змінена передня частина, задні ліхтарі зі світлодіодною технологією), але змінені приборна панель і мультимедіа, з'явився новий бензиновий агрегат 2.4 GDI на 184 к.с.

### Двигуни
| Двигун            | Об'єм    | Циліндри | Потужність | Крутний момент (Версія з АКПП) | Коробка передач           |
| ----------------- | -------- | -------- | ---------- | ------------------------------ | ------------------------- |
| Бензинові двигуни |          |          |            |                                |                           |
| 1.6 Gamma GDi     | 1591 см3 | 4        | 140 к.с.   | 166 Нм                         | 6-ст. МКПП або 6-ст. АКПП |
| 2.0 Theta-II      | 1998 см3 | 4        | 166 к.с.   | 197 Нм                         | 5-ст. МКПП або 6-ст. АКПП |
| 2.4 Theta-II      | 2359 см3 | 4        | 178 к.с.   | 228 Нм                         | 5-ст. МКПП або 6-ст. АКПП |
| Дизельні двигуни  |          |          |            |                                |                           |
| 1.7 CRDi          | 1693 см3 | 4        | 115 к.с.   | 255 Нм                         | 6-ст. МКПП або 6-ст. АКПП |
| 2.0 CRDi          | 1995 см3 | 4        | 136 к.с.   | 320 Нм                         | 6-ст. МКПП або 6-ст. АКПП |
| 2.0 CRDi          | 1995 см3 | 4        | 184 к.с.   | 383 (392) Нм                   | 6-ст. МКПП або 6-ст. АКПП |

## Четверте покоління Тип QL (2015—2021)

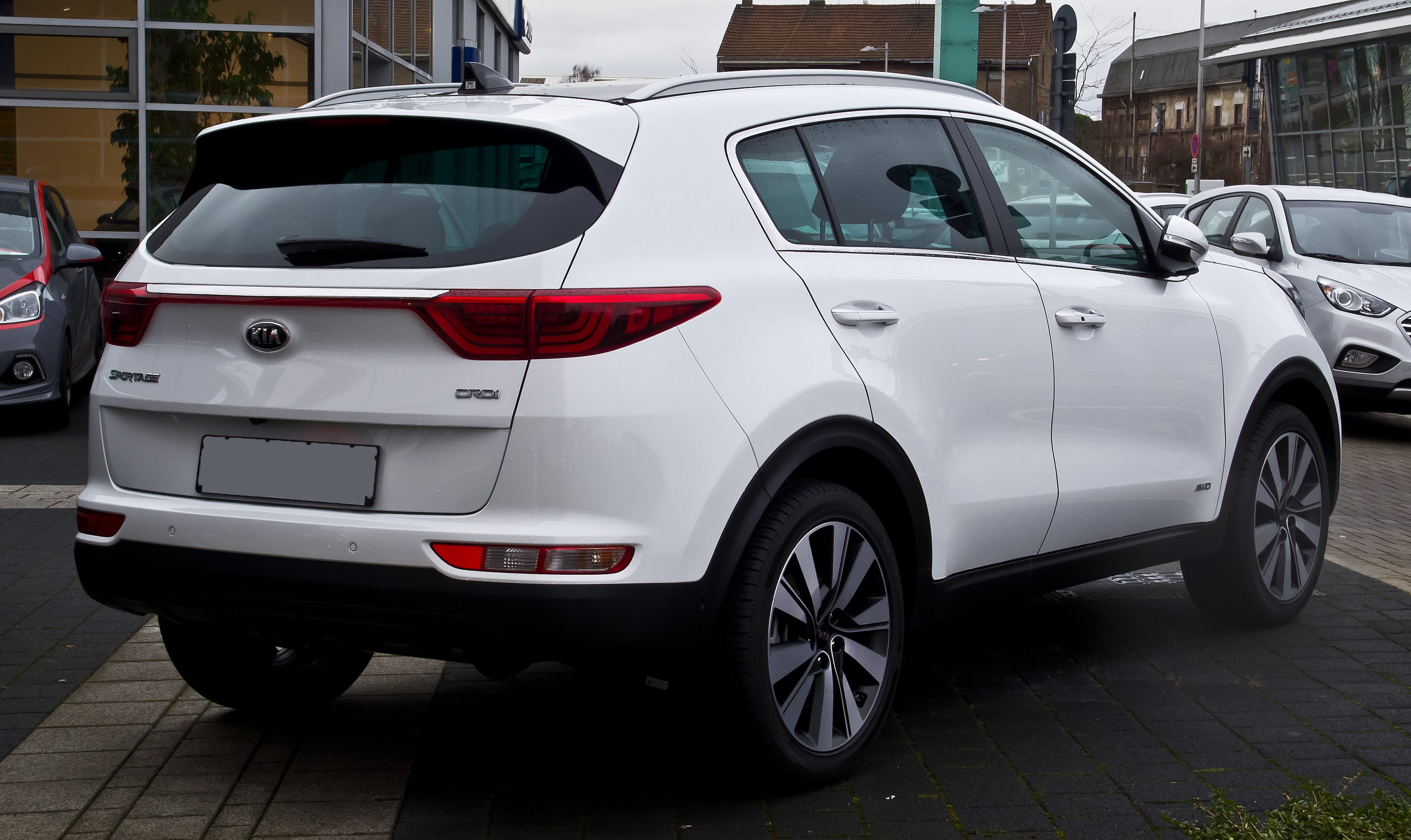
Kia Sportage 4 (2015—2018)

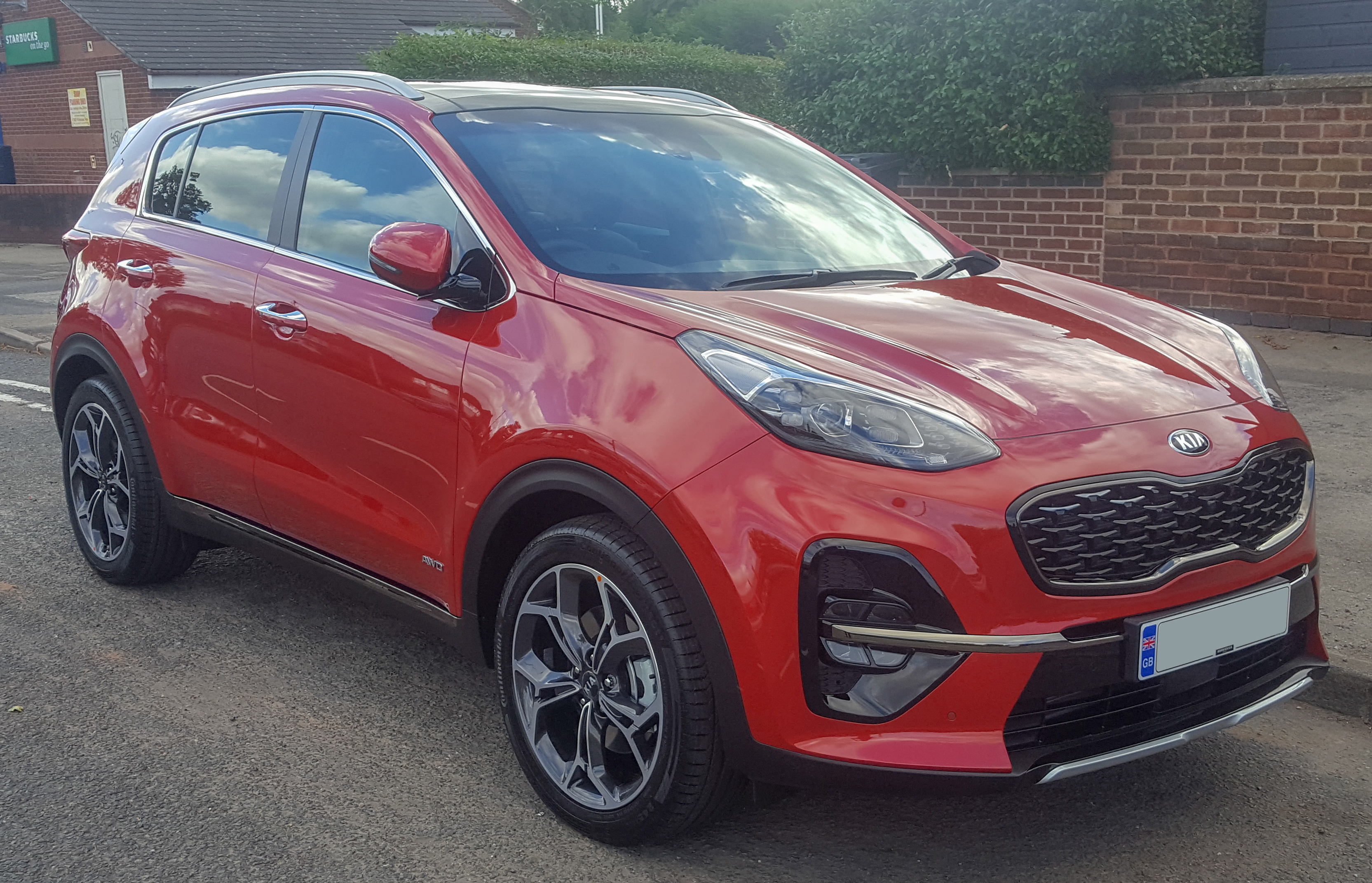
Kia Sportage 4 (з 2018)

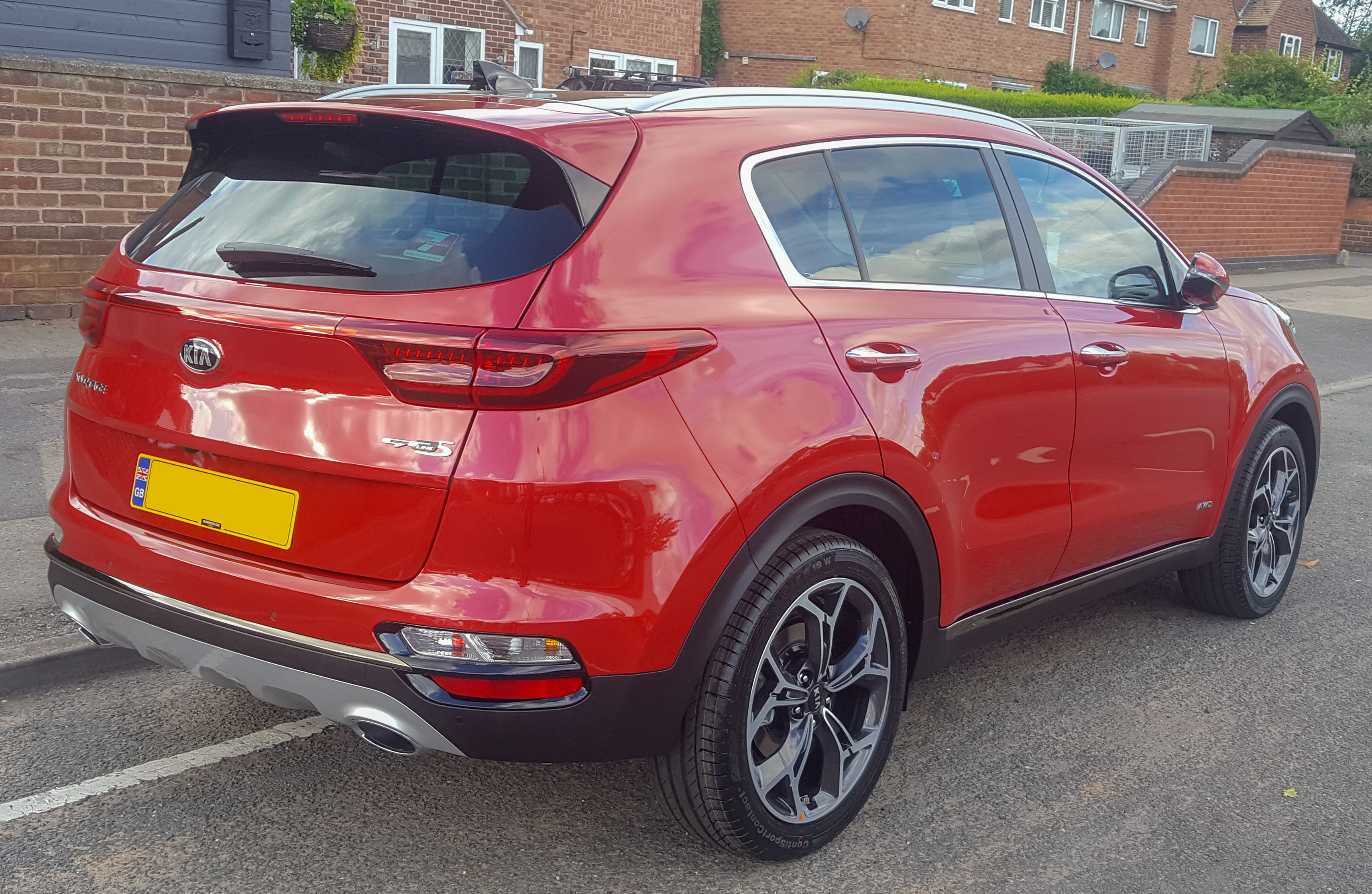
Kia Sportage 4 (з 2018)

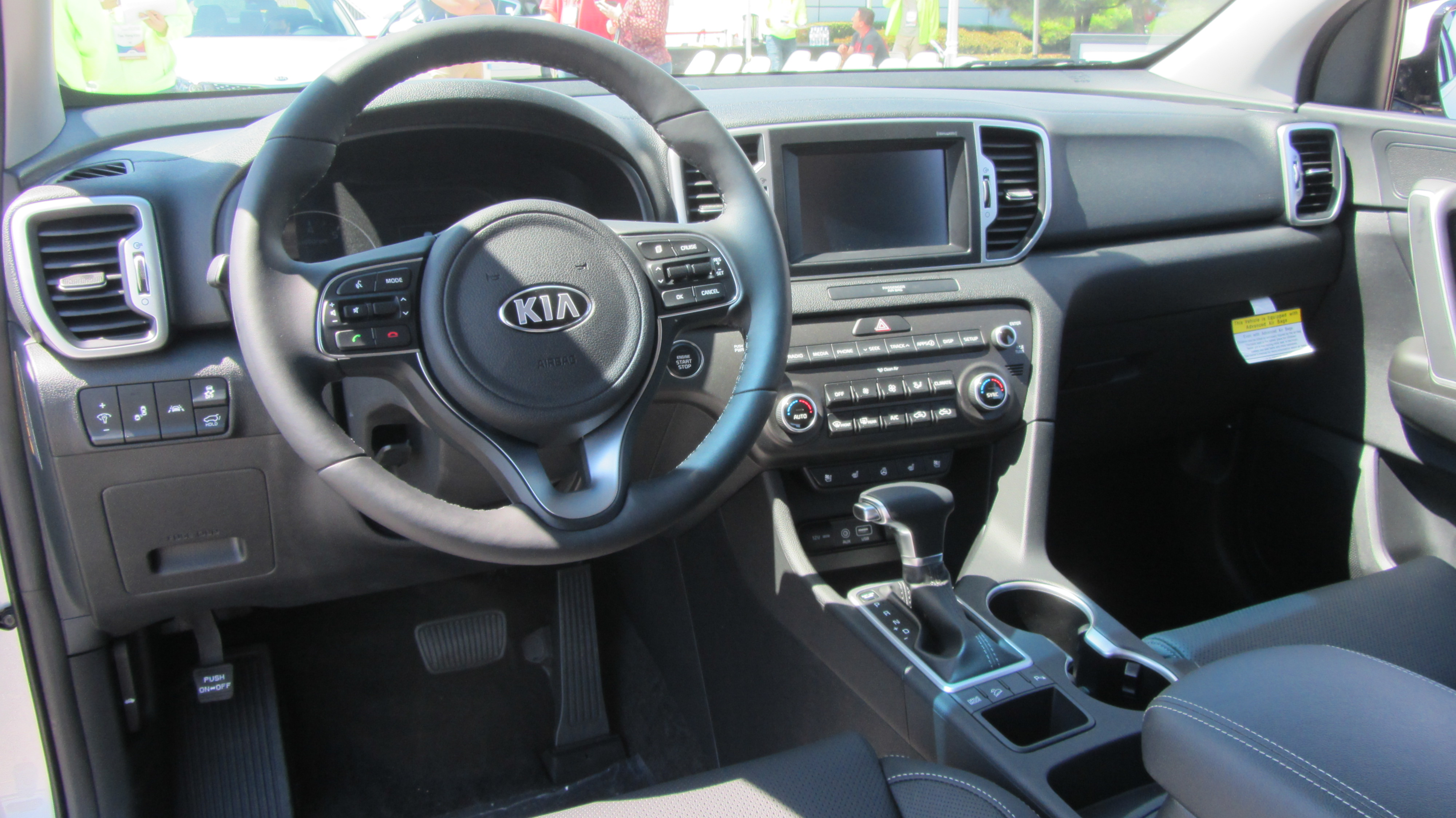
Kia Sportage 4

В вересні 2015 року на Франкфуртському автосалоні представлять Kia Sportage четвертого покоління. Гамма бензинових агрегатів складається з бензинових 1.6 GDI (132 к.с., 161 Нм) і 1.6 T-GDI (177 к.с., 265 Нм) та дизельних 1.7 CRDi (115 к.с., 280 Нм) і 2.0 CRDi R у двох варіантах — на 136 к.с., 373 Нм і 185 к.с., 400 Нм.
Kia Sportage поєднує в собі швидке кермове управління, податливу їзду і гідний контроль корпусу. Завдяки впливу Пітера Шрейера, в зовнішньому вигляді всіх моделей Kia Sportage відчувається німецький консерватизм і в той же час елегантність. При погляді під певним кутом автомобіль навіть трохи нагадує Porsche Cayenne. Позашляховик Kia Sportage представлений в чотирьох комплектаціях різного рівня — «1», «2», «3» і «4» (а також KX-1, KX-2, KX-3 і KX-4 для повнопривідних моделей). Комплектація початкового рівня «1» включає: 16-дюймові диски, передні протитуманні фари з функцією кутового освітлення, електричні склопідйомники з підігрівом, кондиціонер, шкіряну обробку керма, Bluetooth-підключення та USB-роз'єм. Комплектація середнього рівня «2» оснащена: 17-дюймовими дисками, 7-дюймовим сенсорним екраном навігаційної системи з камерою заднього виду, рейлингами на даху, тонованими стеклами, дзеркалами заднього виду з LED-індикаторами, задніми паркувальними сенсорами, автоматичними фарами і склоочисниками, функцією автоматичного затемнення дзеркала заднього виду, двозонним кондиціонером і охолоджуваним бардачком. Версії Kia Sportage високого класу — «3» і «4» — додатково включають: шкіряне оздоблення і підігрів сидінь, поліпшену стереосистему з сабвуфером, біксенонові головні фари, передні паркувальні сенсори, безконтактний доступ і запалювання, панорамний дах, задні LED-фари, підігрів керма.
В травні 2018 року представлено оновлений Sportage. Рестайлінг приніс кросоверу Kia Sportage новітню систему EcoDynamics+, яка тепер буде перетворювати моделі KIA в помірні гібриди. Автомобіль отримав нову передню частину, задні ліхтарі (теж поліпшені) тепер з'єднані світиться смугою. Покупцям запропонують п'ять додаткових кольорів кузова і нові колісні диски діаметром 16, 17 і 19 дюймів.
У салоні встановлений нове мультикермо, трохи перероблена приладова панель, замінені дефлектори обдування, додані чорно-сірі варіанти обробки сидінь. У виконанні GT Line запропонована чорна натуральна шкіра з червоною прострочкою.
Новий турбомотор 1.6 CRDi видає 115 або 136 к.с., спарений з повним приводом і семиступінчастим «роботом».
Рестайлінг Kia Sportage 2020 незначний. Стандартними стали моніторинг стану водія, попередження про можливе зіткнення і виявлення пішоходів. Також стали стандартними Apple CarPlay, Android Auto і 8.0-дюймовий сенсорний екран.
В 2020 році модель початкового рівня має 2.4-літровий чотирьохциліндровий двигун на 181 кінську силу. Чотирьохциліндровий турбодвигун на 240 коней доступний моделі SX Turbo. Обидва двигуна у пару отримали шестиступінчасту автоматичну коробку передач. Відповідно до офіційних показників витрата пального Kia Sportage перебуває на рівні 10.3 л/100 км у місті і 7.9 л/100 км за його межами. Повний привід змушує Kia Sportage витрачати 10.3 і 9.1 л/100 км відповідно. Турбодвигун споживатиме 11.8 л/100 км у міському і 8.4 л/100 км у заміському циклах. З повним приводом варто очікувати витрати на рівні 12.4 і 9.8 л/100 км відповідно.
В останній модельний рік перед зміною покоління Kia зробила стандартним панорамний дах для комплектації Sportage EX та замінила початкову комплектацію S на версію Nightfall Edition.

### Китай

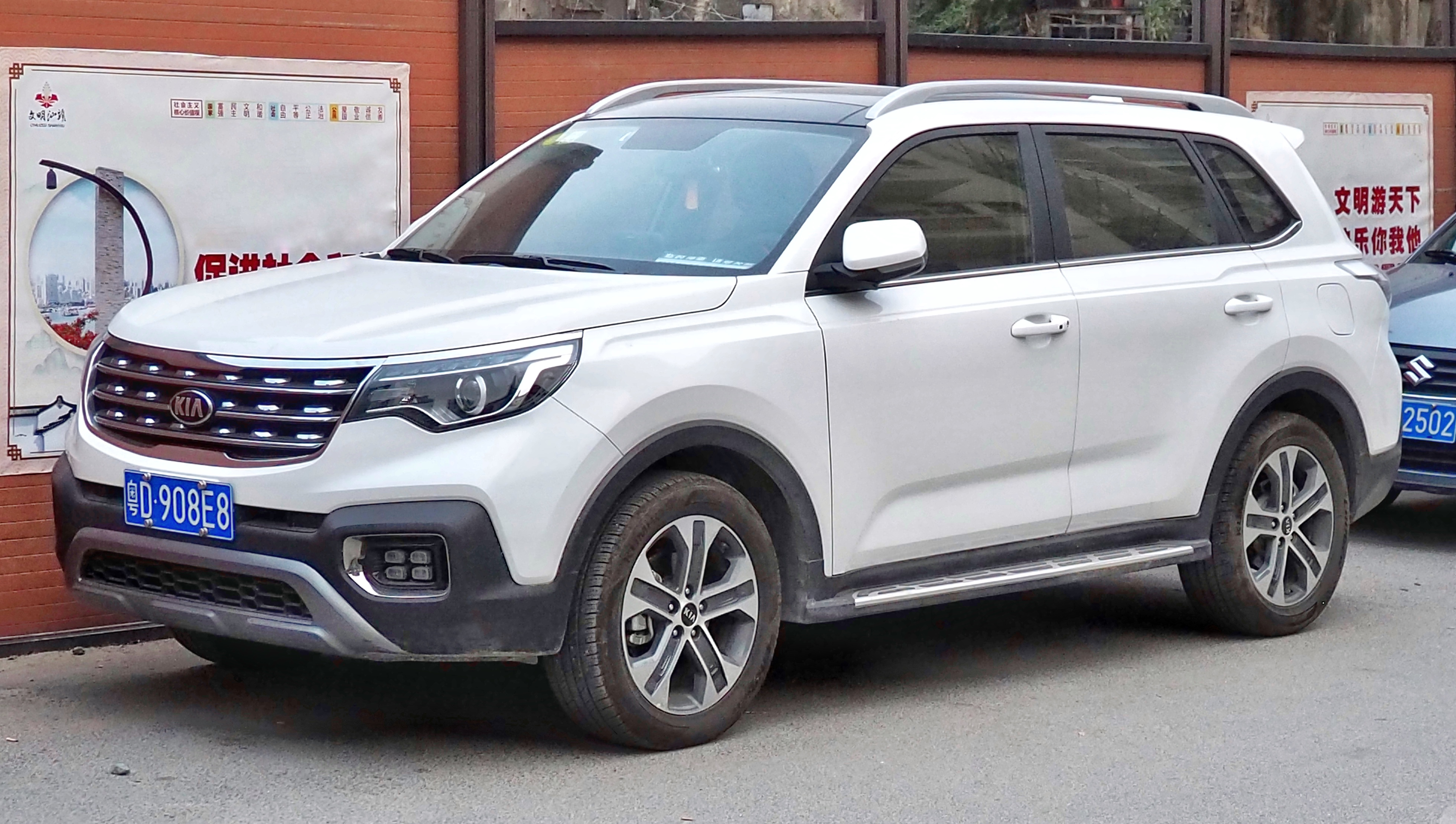
Kia Sportage (Китай)

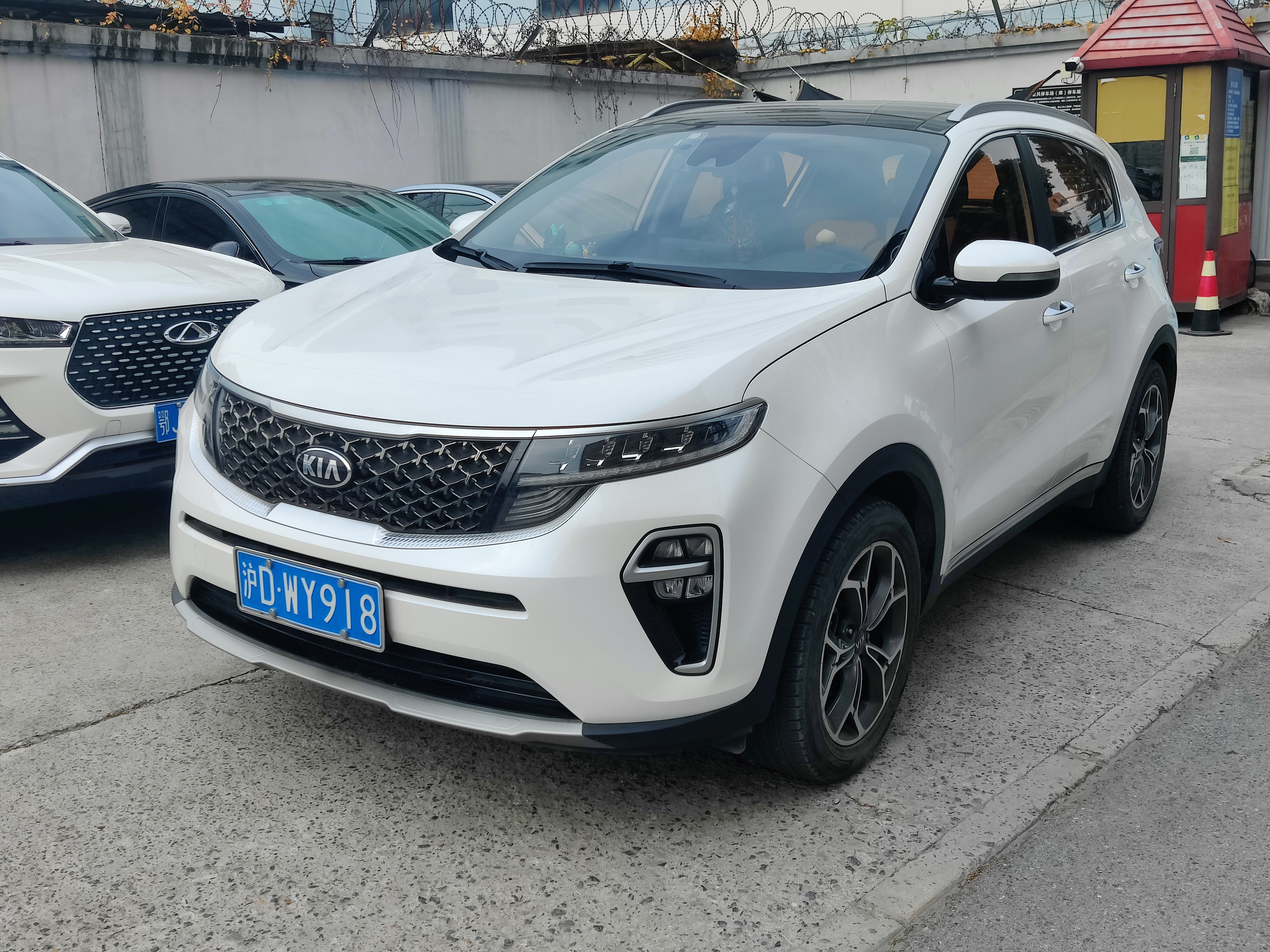
Kia KX5 (Китай)

В 2018 році у Китаї з'явився альтернативний кросовер KIA Sportage, який розроблений спеціально для КНР. За межі Піднебесної даний автомобіль не вийде. Йому належить змінити глобальний Sportage на ринку країни.
Основою для альтернативного кросовера послужила платформа попереднього KIA Sportage R. Новинка отримала габарити 4460х1850х1695 мм при колісній базі в 2640 мм і кліренсі в 180 мм.
Інформаційно-розважальна система нового кросовера KIA Sportage отримає штучний інтелект. Мультимедійною установкою паркетника можна буде управляти голосовими командами. Систему ІІ для машини розробляли фахівці компанії Baidu, ґрунтуючись на концепції DuerOs.

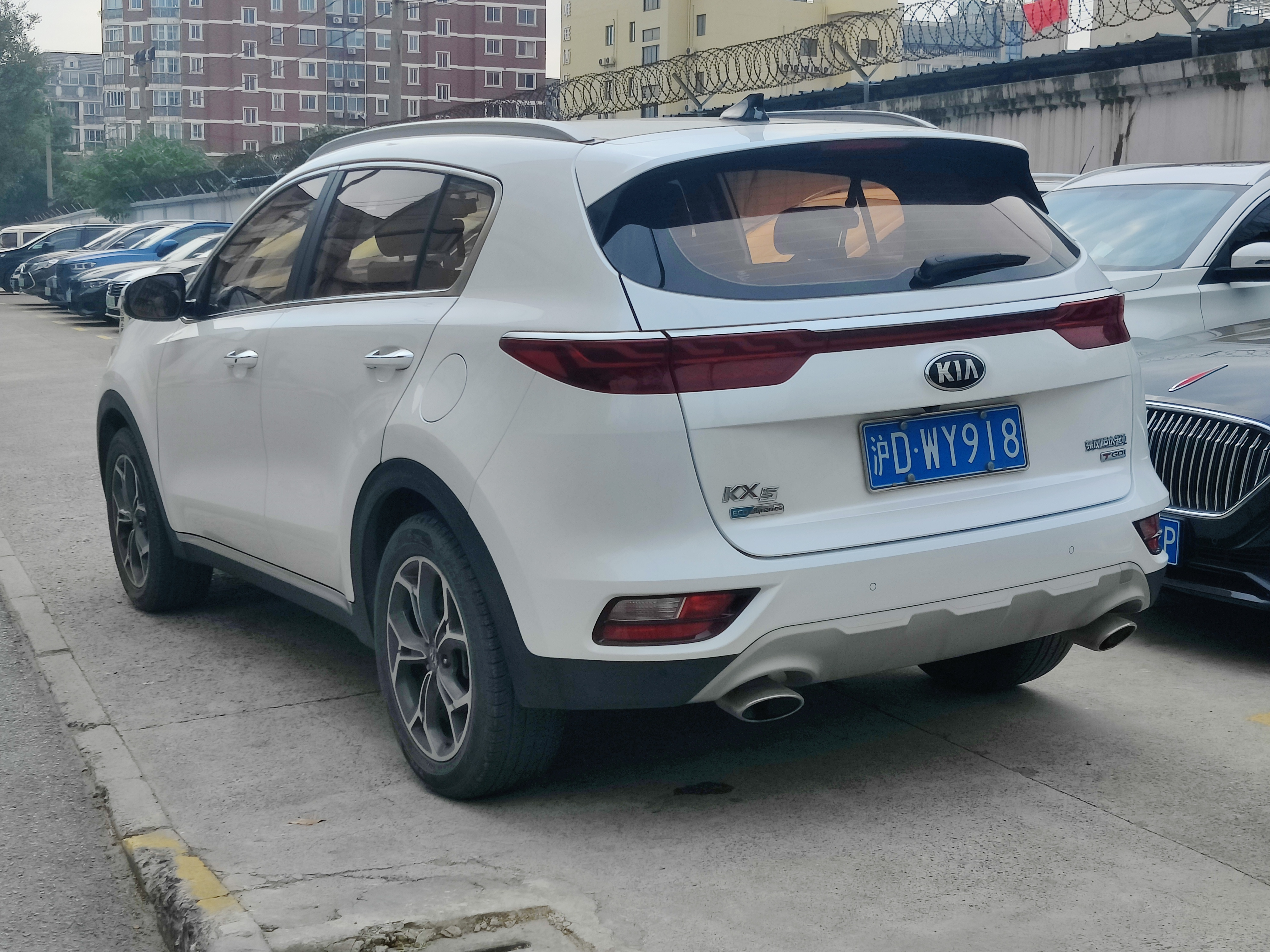

Також разом з ним четвертий Sportage продавався як Kia KX5 без змін від глобальної версії до 2019 року, коли представили рестайлінг.

У нового KX5, який був доступний з березня 2019 року, передня частина була повністю оновлена з фарами, інтегрованими з решіткою радіатора, а задня частина KX5 також була дещо перероблена для китайського ринку. Незважаючи на ексклюзивний рестайлінг екстер'єру, колісні диски китайської версії такі ж, як і на міжнародному Kia Sportage.

### Двигуни
Бензинові
- 1.6 л Gamma GDI I4 132 к.с. при 6300 об/хв, 161 Нм при 4850 об/хв
- 1.6 л Gamma T-GDI I4 177 к.с. при 5500 об/хв, 265 Нм при 1500-4500 об/хв
- 2.0 л Theta II I4 245 к.с. 350 Нм
- 2.0 л Nu Р4 155 к.с. при 6200 об/хв, 192 Нм при 4000 об/хв
- 2.4 л Theta II I4 185 к.с. 237 Нм

Дизельні
- 1.6 л U-Line CRDi I4 115 к.с. при 4000 об/хв, 280 Нм при 1500—2500 об/хв
- 1.6 л U-Line CRDi I4 136 к.с. при 4000 об/хв, 320 Нм при 2000—2250 об/хв
- 1.7 л U-Line CRDi I4 116 к.с. при 4000 об/хв, 280 Нм при 1250—2500 об/хв
- 1.7 л U-Line CRDi I4 141 к.с. при 4000 об/хв, 340 Нм при 1750—2750 об/хв
- 2.0 л R-Line CRDi I4 136 к.с. при 2750-4000 об/хв, 373 Нм при 1500—2750 об/хв
- 2.0 л R-Line CRDi I4 185 к.с. при 4000 об/хв, 400 Нм при 1750—2750 об/хв

## П'яте покоління Тип NQ5 (2021-)

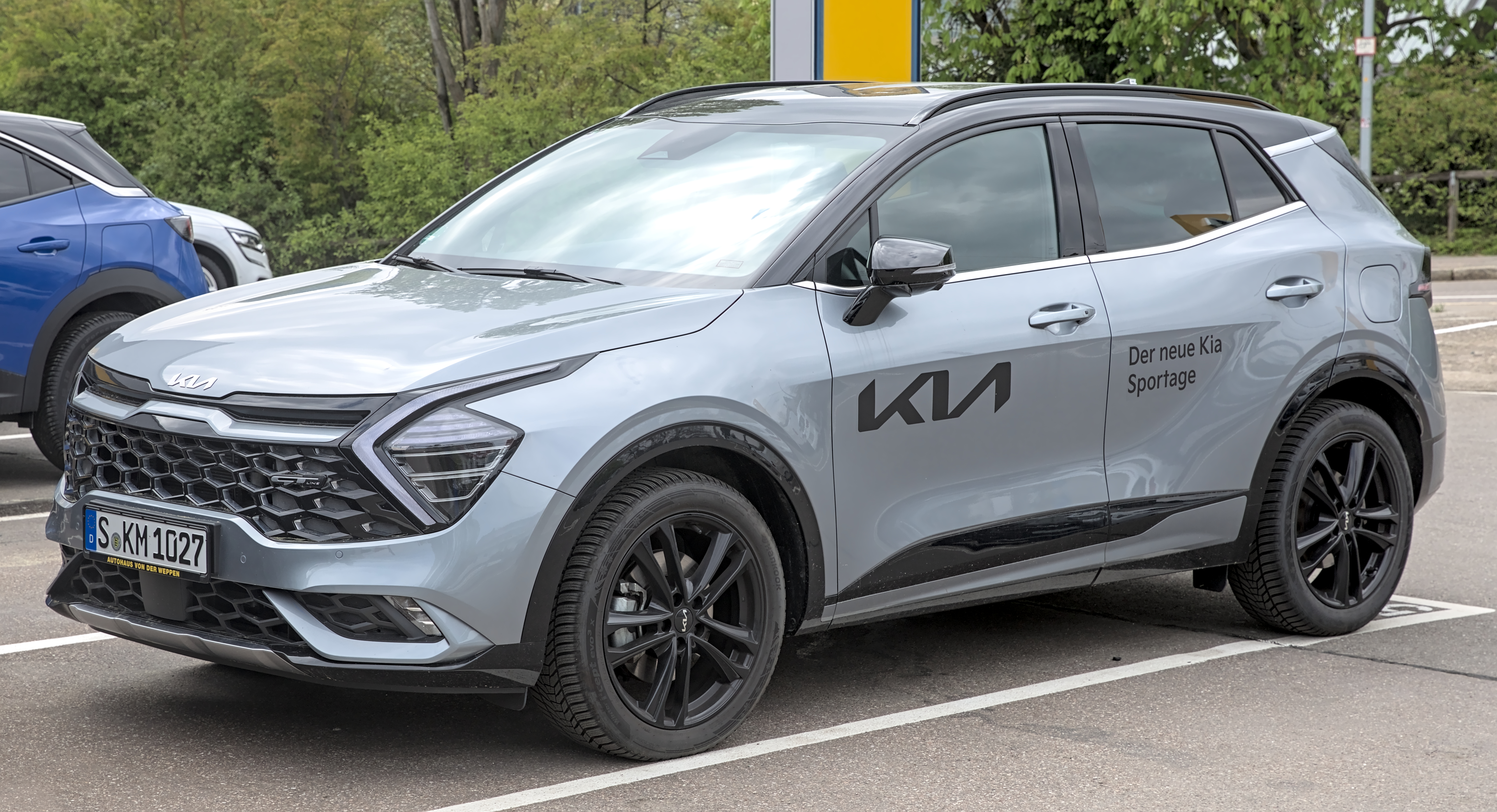
Kia Sportage (NQ5; 2021-2024)

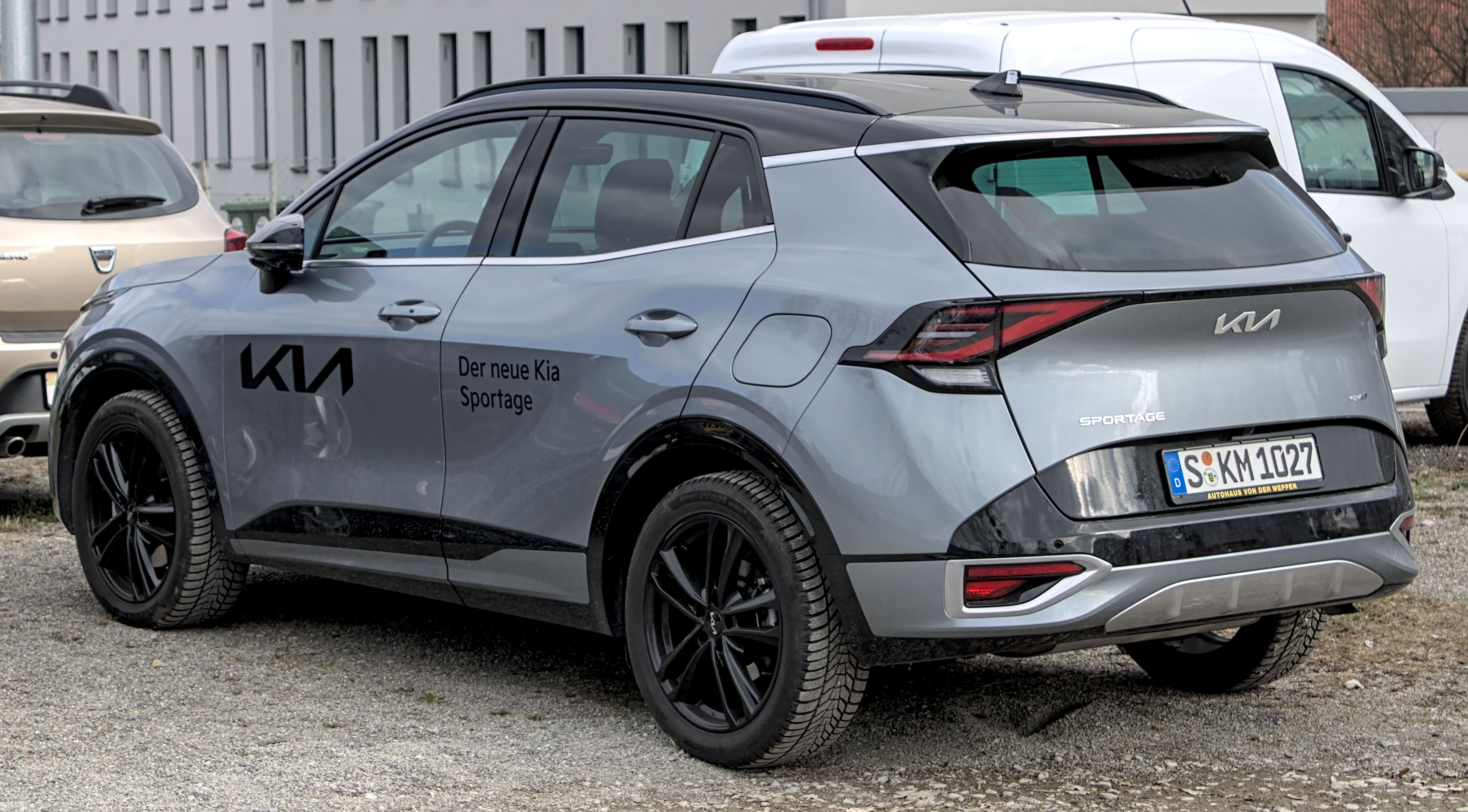
Kia Sportage (NQ5, для Європи)

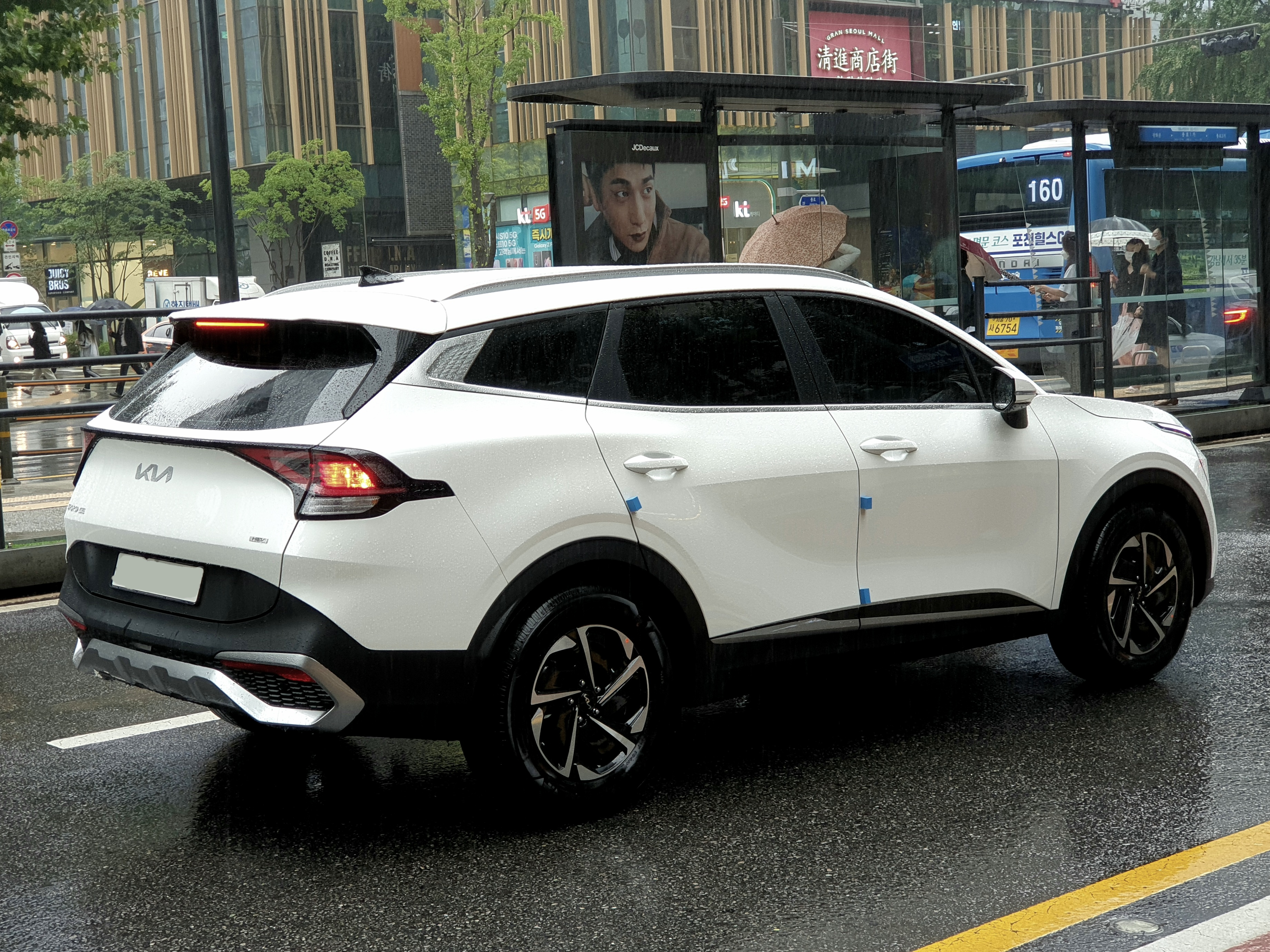
Kia Sportage Hybrid (NQ5, для США та Південної Кореї)

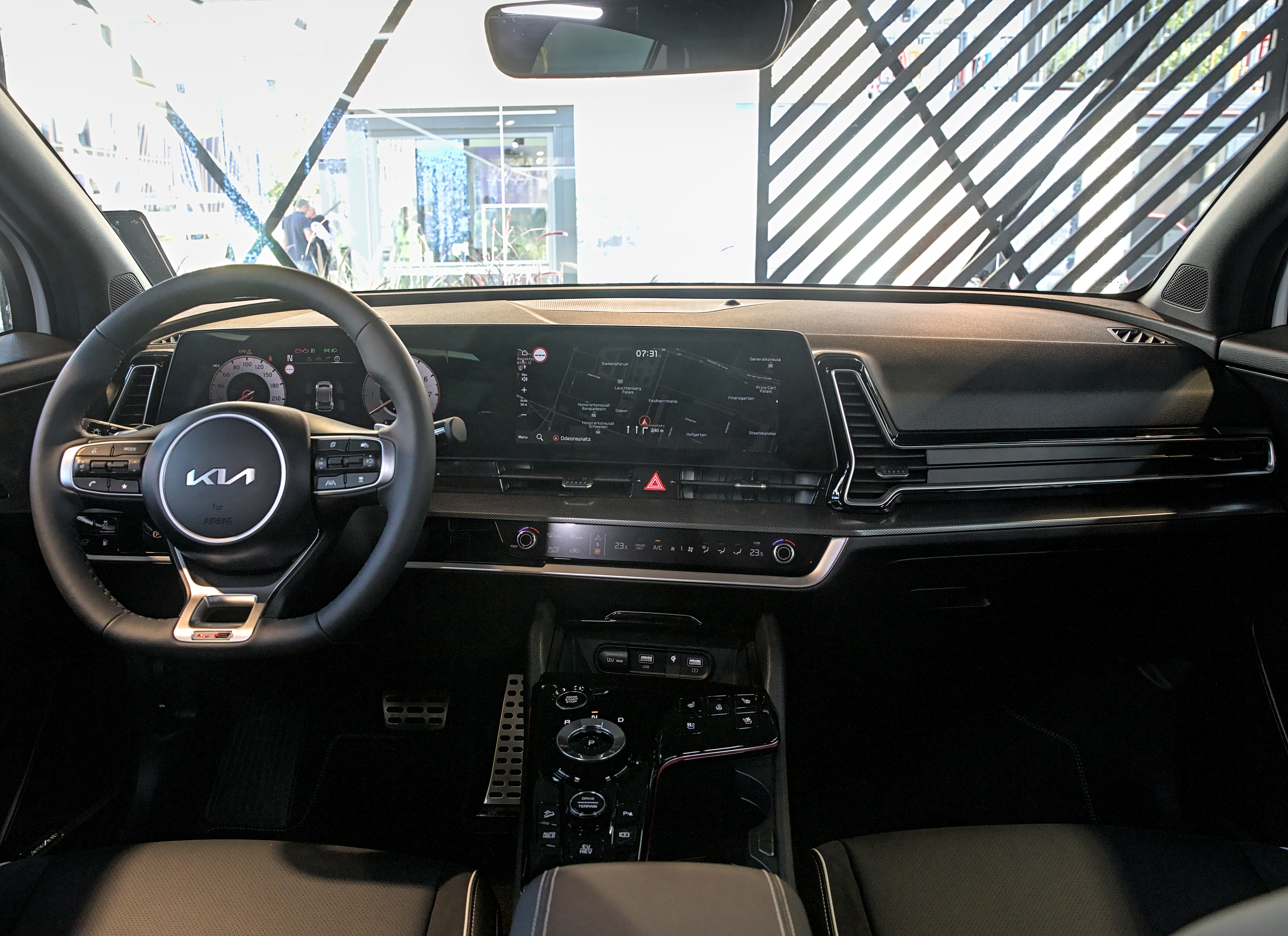

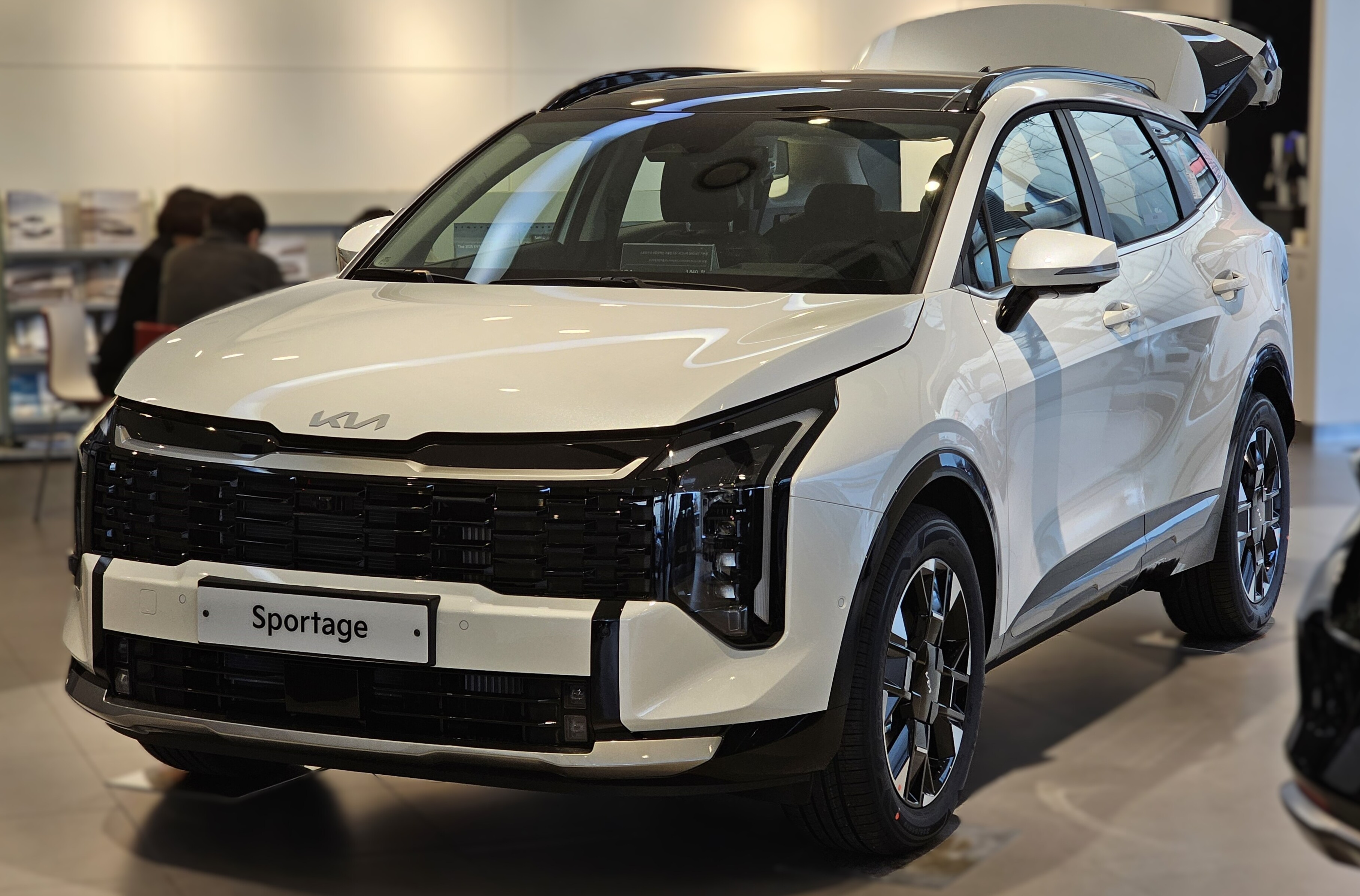
Kia Sportage (NQ5; з 2024)

П'яте покоління Kia Sportage кардинально відрізняється від попередньої версії дизайном екстер'єру та інтер'єру, а деякі стилістичні рішення відсилають до електричного Kia EV6.
Автомобіль збудовано на платформі Hyundai-Kia N3, що й Hyundai Tucson (NX4).
В очі одразу кидається передня частина кросовера з чорною решіткою радіатора, яка простягнулася на всю ширину й має оригінальний геометричний малюнок у вигляді павутини. Денні ходові вогні виконані у формі футуристичних бумерангів і візуально вони відокремлюють фари ближнього і дальнього світла від решітки радіатора.
У салоні нового Kia Sportage головним елементом є великий тачскрін зігнутої форми, який об'єднує в собі панель приладів і мультимедіа.
Європейська та американська версії презентовані восени 2021 року і відрізняються габаритами і зовнішнім виглядом.
Sportage має багажник об'ємом 1121 л з вертикальним заднім рядом та 2098 л зі складеним заднім рядом.
5 листопада 2024 року Kia випустила оновлену версію Sportage п’ятого покоління для 2026 модельного року.  Зміни включають оновлену передню панель із новими фарами та оновленим дизайном переднього бампера, нову світлодіодну графіку для задніх ліхтарів, нові кольори кузова та новий дизайн легкосплавних дисків. У салоні є нове кермо з двома спицями, нова вигнута цифрова кабіна з цифровою панеллю приладів і інформаційно-розважальною системою з 12,3-дюймовим сенсорним екраном, нові вентиляційні отвори й нові елементи інтер’єру. 
Серед інших змін — покращена система амортизації на передній осі, додаткові звукопоглинальні матеріали, а 7-ступінчасту автоматичну коробку передач з подвійним зчепленням, яка використовувалася для бензинового двигуна з турбонаддувом 1.6 T-GDi, замінили на 8-ступінчасту.

### Двигуни
Бензинові:
- 1.6 L Smartstream G1.6 T-GDi I4 180 к.с.
- 2.0 L Smartstream G2.0 MPi I4

hybrid:
- 2.5 L Smartstream G2.5 GDi I4 189 к.с.
- 1.6 L Smartstream G1.6 T-GDi 48V I4 150/180 к.с.
- 1.6 L Smartstream G1.6 T-GDi HEV I4 230 к.с.

plug-in hybrid:
- 1.6 L Smartstream G1.6 T-GDi PHEV I4 265 к.с.

Дизельні:
- 1.6 L Smartstream D1.6 CRDi I4 115/136 к.с.
- 2.0 L Smartstream D2.0 CRDi I4 186 к.с.

## Kia Sportage і Україна
Асоціація автовиробників України «Укравтопром» підвела підсумки реалізації нових автомобілів в першому півріччі. Лідером ринку України став компактний кросовер Kia Sportage, який завершив червень на першому місці і став найпопулярнішим автомобілем за підсумками продажів за перші шість місяців 2019 року.
Успіх Sportage дозволив бренду Kia закріпитися в трійці лідерів нашого ринку з часткою 8,5 %, при цьому в першому півріччі автомобільний парк України поповнили понад 3 200 новеньких Kia.